# Gottbegnadeten-Liste
Die Gottbegnadeten-Liste war eine im August 1944 in der Endphase des Zweiten Weltkrieges im Reichsministerium für Volksaufklärung und Propaganda unter Joseph Goebbels zusammengestellte Liste deutscher Künstler, die dem nationalsozialistischen Regime wichtig erschienen und daher von diesem unter besonderen Schutz gestellt wurden.

## Name und Gliederung
Der Name beruht auf dem Aktentitel der Liste und war folglich der offizielle, vom Reichsministerium für Volksaufklärung und Propaganda verwendete Begriff.
Das im Reichsministerium zusammengestellte Dokument gliederte sich in vier mit römischen Zahlen bezeichnete Abschnitte (I–IV), die wiederum in mit Buchstaben bezeichnete Unterabschnitte unterteilt waren:
- Abschnitt I war die eigentliche Gottbegnadeten-Liste, bestehend aus dem Unterabschnitt A. Sonderliste sowie dem Unterabschnitt B. Alle Übrigen
- Abschnitt II des Dokuments führte Weitere uk-gestellte Einzelkünstler auf und bestand aus den drei Unterabschnitten A. Filmliste, B. Rundfunkliste sowie C. Komponisten für Film und Funk und Begleiter für Funk und Konzert
- Abschnitt III enthielt Orchester und Kapellen (Konzert, Film und Funk)
- Abschnitt IV enthielt Künstler im Rüstungseinsatz mit gelegentlicher Beschäftigung in Funk und Konzert

In dem insgesamt 39 Seiten umfassenden Dokument finden sich die Namen von 1.041 Künstlern aufgeführt. Abschnitt I trägt den Namen Gottbegnadeten-Liste und besteht aus 378 Personen, von denen 25 Namen im Unterabschnitt A. Sonderliste und 353 Namen im Unterabschnitt B. Alle Übrigen verzeichnet sind. Die 25 Namen im Unterabschnitt A. Sonderliste sind in die Bereiche Schrifttum, Bildende Kunst, Musiker und Theater unterteilt. Diese Personen galten als „unersetzliche Künstler“ des nationalsozialistischen Deutschland und stellten aus Sicht der damaligen Machthaber ein „überragendes nationales Kapital“ dar.

## Die Liste im Kontext der NS-Kulturpolitik

### Vorgängerlisten erwünschter Künstler
Bereits zu Anfang der Zeit des Nationalsozialismus gab es Listen verfemter oder erwünschter Künstler – überwiegend Schriftsteller, Bildhauer, Architekten, Maler, Sänger, Musiker und Schauspieler. Kurz vor Beginn des Zweiten Weltkriegs im September 1939 hatte das Reichsministerium für Volksaufklärung und Propaganda eine Liste für den NS-Staat unverzichtbarer „Kulturschaffender“ angelegt, um sie im Kriegsfall vom Militärdienst freistellen zu können. Alle anderen sollten mit Beginn des Zweiten Weltkriegs zum Kriegsdienst eingezogen oder an der so genannten Heimatfront, also etwa in der Rüstungsindustrie beschäftigt werden.
Im Oktober 1939 wurden bestimmte erwünschte Künstler mittels einer sogenannten „Führerliste“ auf Anordnung Adolf Hitlers als unabkömmlich vom Kriegsdienst freigestellt, da diese sich hauptsächlich der NS-Propaganda widmen sollten. Diese Freistellung galt nur bis auf Widerruf und wurde daher von Zeit zu Zeit überprüft. Neben bildenden Künstlern, Musikern und einigen Schauspielern enthielt die „Führerliste“ 15 Schriftsteller, 16 Komponisten und 15 Dirigenten.
1941 erstellte Ernst Lothar von Knorr in seiner Rolle als Musikreferent des Oberkommandos des Heeres zusammen mit dem General und späteren NS-Widerstandskämpfer Eduard Wagner eine weitere Liste, die von NS-Führer Adolf Hitler unterschrieben wurde und eine Freistellung von 360 Musikern bedeutete. Knorr bemühte sich ferner, weitere Musikschaffende als Lehrkräfte an den Heeresmusikschulen einzusetzen, wodurch sie vom aktiven Kampfeinsatz freigestellt waren. Ebenfalls 1941 erstellte auch Hans Severus Ziegler eine eigene Liste für den „Hochbegnadeten Nachwuchs“.

### Ausarbeitung ab August 1944
Als Auswirkung des 1943 verkündeten totalen Krieges in der Endphase des Zweiten Weltkriegs wurde zum 1. September 1944 auch der Totale Kriegseinsatz der Kulturschaffenden verfügt und die Theater geschlossen. Eine Minderheit von 1.041 Personen unter den etwa 140.000 Mitgliedern der Reichskulturkammer sollte aufgrund ihrer besondereren Bedeutung für das nationalsozialistische Regime jedoch davon ausgenommen werden und wurde vom Reichsministerium für Volksaufklärung und Propaganda in eigenen Listen erfasst. Als Grundlage für die 1944 in Goebbels’ Ministerium erstellten Listen diente offenbar die 1939 erstellte „Führerliste“ der in Hitlers Augen unverzichtbaren Schriftsteller, Komponisten, Musiker, bildenden Künstler und Schauspieler. Die solcherart ausgewählten Personen galten zwar ebenfalls als für den Krieg dienstverpflichtet, sollten aber nicht in den Streitkräften dienen, sondern nur zu Veranstaltungen im Sinne der Kulturpropaganda oder zur Truppenbetreuung herangezogen werden. So benannte Goebbels bei Zusammenstellung der in Abschnitt II genannten Personen vor allem Schauspieler, die er für seine Propagandafilme benötigte. Dies waren insgesamt 280 Schauspieler, 227 Schauspielerinnen, 78 Filmautoren, 18 Filmautorinnen und 35 Filmregisseure. Abgesehen von den auf der Sonderliste besonders herausgehobenen 25 Personen standen die Nominierten nach Oliver Rathkolb im „Künstlerkriegseinsatz“.

### Anschreiben für die Betroffenen
Die vom Kriegseinsatz ausgenommenen Kulturschaffenden erhielten ein Anschreiben mit dem Inhalt, dass der „Herr Reichsminister Sie in seiner Eigenschaft als Präsident der Reichskulturkammer auf Grund Ihrer künstlerischen Leistung vom Wehrmacht- und Arbeitseinsatz freigestellt hat. […] Diese Freistellung, die in Würdigung Ihrer besonderen künstlerischen Fähigkeiten ausgesprochen wurde, geschah unter der selbstverständlichen Voraussetzung, daß Sie sich vorbehaltlos einer umfassenden künstlerischen Betreuung zur Verfügung stellen. […] Ich bitte, dieses Schreiben im Sinne der Maßnahmen des totalen Kriegseinsatzes als Ihre Dienstverpflichtung für die von mir geleitete Künstler-Kriegseinsatzstelle aufzufassen.“
Dieses Anschreiben galt als amtliche Mitteilung, die dem „zuständigen Arbeitsamt vorzulegen“ war.

### Regelungen ab Dezember 1944
Als die Niederlage des Deutschen Reiches voraussehbar war, sollten auch die letzten Reserven mobilisiert werden. Aus einem Schreiben des Reichsministeriums für Volksaufklärung und Propaganda vom 30. November 1944 geht hervor, dass die vom Kriegsdienst freigestellten Künstler und sogar die auf der Sonderliste genannten „Unersetzlichen Künstler“, wie Wilhelm Furtwängler, zum Volkssturm herangezogen werden sollten.

## Inhalt

### Abschnitt I:Gottbegnadeten-Liste
Abschnitt I des Dokuments über die für das nationalsozialistische Regime besonders bedeutenden und daher vom Kriegseinsatz freigestellten Künstler trägt die Bezeichnung Gottbegnadeten-Liste und gliedert sich in die Unterabschnitte A. Sonderliste mit 25 Namen und B. Alle Übrigen mit 353 Namen. Der Liste vorangestellt ist ein Inhaltsverzeichnis.

#### UnterabschnittA. Sonderliste
Das mit I. Gottbegnadeten–Liste. A. Sonderliste. überschriebene erste Blatt von Abschnitt I enthält folgende Personen:
- Schrifttum:

1. Hans Carossa (1878–1956), Lyriker und Erzähler
2. Gerhart Hauptmann (1862–1946), Nobelpreisträger für Literatur 1912
3. Erwin Guido Kolbenheyer (1878–1962), Romanautor, Dramatiker und Lyriker
4. Hanns Johst (1890–1978), Dramatiker, Reichskultursenator
5. Agnes Miegel (1879–1964), Schriftstellerin, Journalistin und Balladendichterin
6. Ina Seidel (1885–1974), Romanautorin und Lyrikerin[18]

- Bildende Kunst:

1. Arno Breker (1900–1991), Bildhauer und Architekt, Reichskultursenator
2. Georg Kolbe (1877–1947), Bildhauer
3. Josef Thorak (1889–1952), Staatsbildhauer[19]
4. Fritz Klimsch (1870–1960), Bildhauer
5. Hermann Gradl (1883–1964), Landschaftsmaler und Illustrator
6. Arthur Kampf (1864–1950), Historienmaler
7. Willy Kriegel (1901–1966), Maler
8. Werner Peiner (1897–1984), Maler und ab 1938 Leiter der Hermann-Göring-Meisterschule für Malerei[20]
9. Leonhard Gall (1884–1952), Architekt, Reichskultursenator
10. Hermann Giesler (1898–1987), Architekt, Reichskultursenator – Bruder von Paul Giesler
11. Wilhelm Kreis (1873–1955), Architekt und letzter Präsident der Reichskammer der bildenden Künste
12. Paul Schultze-Naumburg (1869–1949), Maler, Architekt und ab 1932 Reichstagsabgeordneter für die NSDAP[21]

- Musik:

1. Richard Strauss (1864–1949), Komponist
2. Hans Pfitzner (1869–1949), Komponist, Reichskultursenator
3. Wilhelm Furtwängler (1886–1954), Dirigent und Komponist,[22] Reichskultursenator

- vier Theater-Künstler finden sich als nachträgliche – nur sehr schwer zu lesende – handschriftliche Eintragung am Ende dieser Seite:[23]

1. Otto Falckenberg (1873–1947), Leiter der Münchener Kammerspiele
2. Friedrich Kayßler (1874–1945), Schauspieler, Schriftsteller und Komponist
3. Hermine Körner (1878–1960),[24] Schauspielerin, Regisseurin und Intendantin
4. Hedwig Bleibtreu (1868–1958),[23] Theater- und Filmschauspielerin

#### UnterabschnittB. Alle Übrigen
- a) Schrifttum:

1. Hans Friedrich Blunck (1888–1961), Schriftsteller, Jurist und erster Präsident der Reichsschrifttumskammer
2. Bruno Brehm (1892–1974), Schriftsteller und Herausgeber[25]
3. Hermann Burte (1879–1960), Schriftsteller und Maler
4. Friedrich Griese (1890–1975), Lehrer und Schriftsteller
5. Gustav Frenssen (1863–1945), Pastor und Schriftsteller
6. Hans Grimm (1875–1959), Schriftsteller (Volk ohne Raum) und Publizist
7. Max Halbe (1865–1944), Schriftsteller
8. Hanns Johst – hier handschriftlich gestrichen und in die Sonderliste aufgenommen
9. Heinrich Lilienfein (1879–1952), Schriftsteller und Generalsekretär der Deutschen Schillerstiftung
10. Börries Freiherr von Münchhausen (1874–1945), Schriftsteller
11. Wilhelm Schäfer (1868–1952), Schriftsteller
12. Wilhelm von Scholz (1874–1969), Schriftsteller
13. Emil Strauss (1866–1960), Schriftsteller
14. Lulu von Strauss und Torney (1873–1956), Schriftstellerin und Lyrikerin
15. Helene Voigt-Diederichs (1875–1961), Schriftstellerin
16. Josef Weinheber (1892–1945), Lyriker
17. Heinrich Zillich (1898–1988), Schriftsteller und Vertriebenenfunktionär

- b) Bildende Kunst: Bildhauer:

1. Karl Albiker (1878–1961), Bildhauer
2. Fritz Behn (1878–1970), Bildhauer
3. Hans Bitterlich (1860–1949), Bildhauer
4. Bernhard Bleeker (1881–1968), Bildhauer
5. Gustav Bredow (1875–1950), Bildhauer
6. Hans Breker (1906–1993), Bildhauer
7. Ludwig Cauer (1866–1947), Bildhauer
8. Michael Drobil (1877–1958), Bildhauer
9. Kurt Edzard (1890–1972), Bildhauer
10. Joseph Enseling (1886–1957), Bildhauer
11. Max Esser (1885–1945), Bildhauer und Medailleur
12. Wilhelm Frass (1886–1968), Bildhauer und Medailleur
13. Hermann Geibel (1889–1972), Bildhauer
14. Wilhelm Gerstel (1879–1963), Bildhauer und Medailleur
15. Fritz von Graevenitz – auf der Liste als Fritz v. Grävenitz geschrieben (1892–1959), Bildhauer und Maler
16. Hermann Hahn (1868–1945), Bildhauer und Medailleur
17. Philipp Harth (1885–1968), Bildhauer
18. Arthur Hoffmann (1874–1960), Bildhauer[26]
19. Oswald Hoffmann – gemeint ist Oswald Hofmann (1890–1982), Bildhauer[27][28]
20. Ludwig Kasper (1893–1945), Bildhauer
21. Fritz Klimsch – hier handschriftlich gestrichen und in die Sonderliste aufgenommen
22. Richard Knecht (1887–1966), Bildhauer und Maler
23. Willy Meller (1887–1974), Bildhauer
24. Josef Müllner (1879–1968), Bildhauer und Medailleur
25. Michael Powolny (1871–1954), Bildhauer und Keramikdesigner
26. Ernst Andreas Rauch (1901–1990), Bildhauer[29][30]
27. Richard Scheibe (1879–1964), Bildhauer
28. Hermann Scheuernstuhl (1894–1982), Bildhauer
29. Otto Schließler (1885–1964), Bildhauer
30. Robert Ullmann (1903–1966), Bildhauer und Medailleur
31. Joseph Wackerle (1880–1959), Bildhauer
32. Arnold Waldschmidt (1873–1958), Bildhauer, Maler und Direktor der Kunstakademie Stuttgart
33. Adolf Wamper (1901–1977), Bildhauer und ab 1948 Leiter der Bildhauerklasse an der Folkwangschule
34. Arthur Winde – gemeint ist Theodor Artur Winde (1886–1965), Bildhauer
35. Ulfert Janssen (1878–1956), Bildhauer und Architekt – nachträglich der Liste mit Schreibmaschine beigefügt

- b) Bildende Kunst: Maler:

1. Ferdinand Andri (1871–1956), Maler und Grafiker
2. Ludwig Bartning (1876–1956), Landschaftsmaler
3. Fritz Bayerlein (1872–1955), Landschaftsmaler
4. Claus Bergen (1885–1964), Marinemaler
5. Eduard Bischoff (1890–1974), Maler und Bildhauer
6. Max Clarenbach (1880–1952), Maler
7. Alfred Cossmann – auf der Liste als Cohsmann geschrieben (1870–1951), Kupferstecher und Grafiker
8. Wilhelm Dachauer (1881–1951), Maler
9. Ludwig Dettmann (1865–1944), Kriegsmaler
10. Carl Ederer (1875–1951), Maler, Grafiker und Mosaizist
11. Georg Ehmig (1892–1969), Landschaftsmaler[31][32]
12. Rudolf Eisenmenger (1902–1994), Maler
13. Otto Engel – gemeint ist Otto Heinrich Engel (1866–1949), Maler[33]
14. Otto Engelhardt-Kyffhäuser – auf der Liste als Engelhardt-Kyfhäuser geschrieben (1884–1965), Maler und Kunstlehrer
15. Erich Erler (1870–1946), Maler[34]
16. Max Feldbauer (1869–1948), Maler
17. Georg Fritz (1884–1967), Maler und Grafiker
18. Franz Gerwin (1891–1960), Maler, leitete ab 1936 das Haus der Kunst in Dortmund
19. Oskar Graf (1873–1958), Maler und Radierer
20. Olaf Gulbransson (1873–1958), Maler und Zeichner u. a. für die Satirezeitschrift Simplicissimus
21. Oskar Hagemann (1888–1984), hauptsächlich Porträtmaler
22. Hans Happ (1899–1992), Maler[35][36]
23. Willy ter Hell (1883–1947), Landschaftsmaler und Grafiker
24. Paul Herrmann (1864–1946), Maler und Radierer
25. Richard Heymann (1900–1973), Maler[37][38]
26. Walter Hemming (1894–1979), Maler
27. Sepp Hilz (1906–1967), Maler mit dem Schwerpunkt ländlich–bäuerlicher Motive, einer der Lieblingsmaler von Adolf Hitler
28. Walther Hoeck – auf der Liste als Walter Hoeck geschrieben (1894–1979), Maler und Bildhauer
29. Ludwig von Hoffmann (1861–1945), Maler und Grafiker
30. Conrad Hommel (1883–1971), Maler – hauptsächlich von Porträts
31. Paul Junghanns (1876–1958), Tiermaler
32. Heinrich Hönich – auf der Liste als Heinrich Hönig geschrieben (1873–1957), Maler und Radierer
33. Artur Kampf – (gemeint ist Arthur Kampf, noch auf dieser Liste stehend, findet sich aber auf der Sonderliste als einer von vier Malern wieder)
34. Hermann Kaspar (1904–1986), Maler, Gestalter der Festumzüge zum Tag der deutschen Kunst sowie der Ausstattung der Neuen Reichskanzlei
35. Gottlieb Theodor von Kempf-Hartenkampf (1871–1964), Maler[39][40]
36. Alfred Kitzig (1902–1964), Maler und Grafiker
37. Richard Klein (1890–1967), Maler, Bildhauer, Grafiker und Medailleur
38. Walter Klinkert (1901–1959), Maler[41]
39. Friedrich Koch-Gotha (1877–1956), Maler, Zeichner und Karikaturist
40. Otto von Kursell (1884–1967), Maler, Mitglied des Reichstags, Direktor der Staatlichen Hochschule für Bildende Künste in Berlin
41. Ernst Liebermann (1869–1960), Maler und Grafiker
42. Helmut Liesegang (1858–1945), Landschaftsmaler
43. Rudolf Löhner (1890–1971), Bildhauer (!)
44. Fritz Mackensen (1866–1953), Worpsweder Kunstmaler
45. Karl Mediz – auf der Liste als Karl Meditz geschrieben (1868–1945), Landschafts- und Porträtmaler
46. Richard Müller (1874–1954), Maler und Grafiker
47. Christian Modersohn (1916–2009), Maler
48. Otto Müller-Wischin – gemeint ist Anton Müller-Wischin (1865–1949), Maler
49. Paul Mathias Padua – auf der Liste als Paul Padua geschrieben (1903–1981), Maler (bekannt für seine NS-Propagandakunst)
50. Walter Petersen (1862–1950), Porträt- und Historienmaler
51. Fritz Pfuhle (1878–1969), Maler und Lithograf
52. Paul Plontke (1884–1966), Kirchenmaler und Plakatkünstler
53. Ernst Pfannschmidt (1868–1949), Kirchen- und Historienmaler
54. Peter Philippi (1866–1945), Genremaler und Porträtist
55. Erwin Puchinger (1875–1944), Maler und Grafiker
56. Fritz Rhein (1873–1948), Maler
57. Leo Samberger (1861–1949), Porträtmaler
58. Wilhelm Sauter (1896–1948), Maler und Zeichner
59. Hans Schmitz-Wiedenbrück – auf der Liste als Hans Schmitz geschrieben (1907–1944), Maler (bekannt für seine NS-Propagandakunst)
60. Rudolf Schramm-Zittau (1874–1950), Maler
61. Richard Schreiber (1904–1963), Maler und Grafiker
62. Raffael Schuster-Woldan (1870–1951), Maler
63. Ferdinand Spiegel (1879–1950), Maler und Grafiker
64. Franz Stassen (1869–1949), Kunstmaler und Illustrator
65. Edmund Steppes (1873–1968), Landschaftsmaler
66. Karl Storch (1864–1954), Maler
67. Eduard Thöny (1866–1950), Zeichner und Karikaturist
68. Hermann Tiebert (1895–1978), Maler
69. Franz Triebsch (1870–1956), Landschafts- und Porträtmaler
70. Hans Uhl (1897–nach 1954), Maler[42]
71. Ernst Vollbehr (1876–1960), Reiseschriftsteller und Maler
72. Bernhard Winter (1871–1964), Maler und Fotograf
73. Adolf Wissel (1894–1973), Genremaler

- b) Bildende Kunst: Architekten:

1. Paul Baumgarten (1873–1946), Architekt von Theaterbauten
2. Oswald Bieber (1874–1955), Architekt und Hochschullehrer
3. Friedrich Blume (1896–1970), Wohnhausarchitekt[43]
4. Fritz Breuhaus (1883–1960), Innenarchitekt
5. Woldemar Brinkmann (1890–1959), Innenarchitekt und Ausstatter von Schiffen
6. Hanns Dustmann (1902–1979), Architekt und Reichsarchitekt der Hitlerjugend
7. Emil Fahrenkamp (1885–1966), Architekt und ab 1937 Leiter der Kunstakademie Düsseldorf
8. Roderich Fick (1886–1955), Architekt der wichtigsten Bauten auf dem Obersalzberg
9. Karl J. Fischer (keine weiteren Angaben)
10. Hans Freese (1889–1953), Architekt
11. Kurt Frick (1884–1963), Architekt
12. Konstanty Gutschow (1902–1978), Architekt
13. Ernst Haiger (1874–1952), Architekt und Innenraumgestalter
14. Wilhelm Härter (1880–1963), Architekt
15. Helmut Hentrich (1905–2001), Architekt
16. Handschriftlicher Namenseintrag (nicht lesbar)
17. Hans Heuser (1904–1953), Architekt
18. Eugen Hönig (1873–1945), Architekt und Präsident der Reichskammer der Bildenden Künste
19. Hermann Hansen (keine weiteren Angaben)
20. Wilhelm Jost (1874–1944), Architekt und von 1912 bis 1939 Stadtbaurat in Halle
21. Clemens Klotz (1886–1969), Architekt von Schulungsbauten der NSDAP und der DAF
22. Walter Krüger (1888–1971), Architekt
23. Johannes Krüger (1890–1975), Architekt (u. a. Tannenberg-Denkmal)
24. Karl Lieser (1901–1990), Architekt (u. a. Henninger-Turm in Frankfurt)
25. Kurt Mänicke (1896–1990), Architekt
26. Adolf Münzer (1900–1953), Maler und Grafiker – wohl irrtümlich bei den Architekten in der Liste eingeordnet
27. Ernst Neufert (1900–1986), Architekt
28. Fritz Norkauer (1887–1976), Architekt
29. Gerhard Offenberg (1897–1987), Architekt und ab 1948 Ministerialdirigent in Rheinland-Pfalz.
30. Bruno Paul (1874–1968), Architekt und Designer
31. Cäsar F. Pinnau (1906–1988), Architekt
32. Erich zu Putlitz (1892–1945), Architekt und Stadtplaner
33. Otto Reitter (1896–1958), Architekt
34. Herbert Rimpl (1902–1978), Industriearchitekt
35. Heinrich Rosskotten (1886–1972), Architekt
36. Werry Roth (1885–1958), Architekt (spezialisiert auf Theaterbauten u. a. Anhaltisches Theater)[44]
37. Franz Ruff (1906–1979), Architekt (u. a. Kongresshalle Nürnberg auf dem Reichsparteitagsgelände)
38. Erhard Schmidt (keine weiteren Angaben)
39. Paul Schmitthenner (1884–1972), Architekt
40. Julius Schulte-Frohlinde (1894–1968), Architekt
41. Alwin Seifert (1890–1972), Gartenarchitekt, Landschaftsgestalter und Reichslandschaftsanwalt
42. Hermann Seeger (*1885 – sonst keine weiteren Angaben)[45]
43. Otto Strohmayr (1900–1945), Architekt
44. Friedrich Tamms – in die Liste ohne Vornamen eingetragen (1904–1980), Architekt, später Hochschullehrer und Baudezernent
45. Heinrich Tessenow (1876–1950), Architekt
46. Siegfried Theiss (1882–1963), Architekt
47. Wilhelm-Karl Tiedje (1898–1987), Architekt
48. Theodor Veil (1879–1965), Architekt, Hochschullehrer und Reichsbeauftragter für Baunormung
49. Karl Wach (1878–1952), Architekt
50. Heinz Wetzel (1882–1945), Architekt und Stadtplaner
51. Heinrich Wieping (1891–1973), Landschaftsarchitekt

- b) Bildende Kunst: Gebrauchsgrafiker und Entwerfer:

1. Wanda Bibrowicz (1878–1954), Malerin, Bildwirkerin und Kunstpädagogin
2. Otto Dorfner (1885–1955), Buchbinder und Kunsteinbandgestalter
3. Arno Drescher (1882–1971), Maler und Typograf
4. Ludwig Enders (1889–1956), Grafiker und Industriedesigner
5. Hermann Gretsch (1895–1950), Keramiker, Künstlerischer Leiter der Porzellanfabrik Arzberg
6. O.H.W. Hadank (1889–1965), Grafiker
7. Paul Hampel (1874–1955), Grafiker[46]
8. Ludwig Hohlwein (1874–1949), Plakatentwerfer, Grafiker und Maler
9. Margarete Klimt (1892–1987), Modeschöpferin
10. Max Körner (1887–1963), Grafiker und Buchkünstler
11. Kwitschala (keine weiteren Angaben)
12. Max Lohse (keine weiteren Angaben)
13. Alfred Mahlau (1894–1967), Kunstmaler und Illustrator
14. Gerhard Marggraff (1892–1956?), Werbegrafiker
15. Alen Müller-Hellwig (1901–1993), Kunstweberin
16. Walter Riemer (1896–1942), Grafiker[47][48][49]
17. Edmund Schaefer (1880–1959), Grafiker und Maler
18. Friedrich Hermann Ernst Schneidler (1882–1956), Typograf und Kalligraf
19. Anna Simons (1871–1951), Typografin und Kalligrafin
20. Lorenz Spitzenpfeil (1874–1945), Grafiker
21. Walter Tiemann (1876–1951), Buchkünstler und Illustrator
22. Max Thalmann (1890–1944), Grafiker und Illustrator
23. Hans Wagula (1894–1964), Grafiker[50]

- c) Musik: Komponisten:

1. Theodor Berger (1905–1992) – auf der Liste handschriftlich wieder gestrichen (schwer lesbar)
2. Johann Nepomuk David (1895–1977)
3. Werner Egk (1901–1983)
4. Gerhard Frommel (1906–1984)
5. Harald Genzmer (1909–2007)
6. Ottmar Gerster (1897–1969)[51]
7. Kurt Hessenberg (1908–1994)
8. Paul Höffer (1895–1949)
9. Karl Höller (1907–1987)
10. Mark Lothar (1902–1985)
11. Josef Marx (1882–1964)
12. Gottfried Müller (1914–1993)
13. Carl Orff (1895–1982)[52]
14. Ernst Pepping (1901–1981)[53]
15. Max Trapp (1887–1971)
16. Fried Walter (1907–1996)
17. Hermann Zilcher (1881–1948)

- c) Musik: Dirigenten:

1. Hermann Abendroth (1883–1956)
2. Karl Böhm (1894–1981)
3. Karl Elmendorff (1891–1962)
4. Robert Heger (1886–1978)
5. Eugen Jochum (1902–1987)
6. Oswald Kabasta (1896–1946)
7. Herbert von Karajan (1908–1989)
8. Hans Knappertsbusch (1888–1965)
9. Joseph Keilberth (1908–1968)
10. Rudolf Krasselt (1879–1954)
11. Clemens Krauss (1893–1954)
12. Hans Schmidt-Isserstedt (1900–1973)[54]
13. Paul Schmitz (1898–1992)
14. Johannes Schüler (1894–1966)
15. Carl Schuricht (1880–1967)

- c) Musik: Pianisten:

1. Hans Beltz (1897–1977), Pianist und Musikpädagoge[55]
2. Hermann Drews (* 1899 – sonst keine weiteren Angaben)
3. Eduard Erdmann (1896–1958), Pianist und Komponist
4. Walter Gieseking (1895–1956), Pianist und Entomologe
5. Elly Ney (1882–1968), Pianistin
6. Sigfrid Grundeis – auf der Liste als Siegfried geschrieben (1900–1953), Pianist und Klavierpädagoge
7. Wilhelm Kempff (1895–1991), Pianist, Organist und Komponist
8. Else C. Kraus (1899–1978), Pianistin
9. Conrad Hansen (1906–2002), Pianist und Klavierpädagoge
10. Gerhard Puchelt (1913–1987), Pianist
11. Frieda Kwast-Hodapp – auf der Liste als Quast-Hodapp geschrieben und handschriftlich korrigiert (1880–1949), Pianistin und Schülerin von Max Reger
12. Michael Raucheisen (1889–1984), Pianist
13. Rosl Schmid – auf der Liste als Schmidt geschrieben (1911–1978), Pianistin und Professorin an der Musikhochschule München
14. Li Stadelmann (1900–1993), Pianistin, Cembalistin und Musikpädagogin
15. Winfried Wolf (1900–1982), Pianist, Komponist und Musikpädagoge
16. Friedrich Wührer (1900–1975), Pianist und Klavierpädagoge
17. Walter Morse Rummel (1887–1953), Pianist[56] – nachträglich der Liste handschriftlich beigefügt

- c) Musik: Geiger:

1. Siegfried Borries (1912–1980), Violinist und Violinpädagoge
2. Georg Kulenkampff (1898–1948), einer der bekanntesten Violinvirtuosen der 1930er und 40er Jahre
3. Erich Röhn (1910–1985), Violinist und Konzertmeister
4. Wolfgang Schneiderhan (1915–2002), Violinvirtuose und Konzertmeister
5. Otto Schörnack (keine weiteren Angaben) – vielleicht ist der Violinist Otto Schernack gemeint. Es finden sich viele Rechtschreibfehler auf der Liste
6. Wilhelm Stross (1907–1966), Violinist und Dirigent
7. Max Strub (1900–1966), Violinvirtuose und -pädagoge, auf der Liste falsch als Strubb geschrieben
8. Gerhard Taschner (1922–1976), Violinvirtuose, zunächst uk-Stellung auf Antrag Hitlers vom 24. Oktober 1942[57]
9. Helmuth Zernick (1913–1970), Violinist – nachträglich der Liste handschriftlich beigefügt

- c) Musik: Cellisten:

1. Paul Grümmer (1879–1965), Cellist
2. Ludwig Hoelscher (1907–1996), Cellist und Professor am Mozarteum in Salzburg
3. Hans Münch-Holland (1899–1971), Cellist
4. Adolf Steiner (1897–1974), Cellist

- c) Musik: Organisten:

1. Fritz Heitmann (1891–1953), Organist und Bach-Interpret
2. Günther Ramin (1898–1956), Organist, Thomaskantor, Chorleiter und Komponist

- c) Musik: Quartette (hier finden sich am rechten Seitenrand der Liste nicht lesbare handschriftliche Anmerkungen):

1. Schneiderhan-Quartett (Folgende Musiker gehörten dem Quartett an: Wolfgang Schneiderhan, Otto Strasser, Ernst Morawec[58][59] und Richard Krotschak[60])
2. Stross-Quartett
3. Strub-Quartett

- c) Musik: Konzertsänger:

1. Lore Fischer (1911–1991), Altistin, Geigerin und Musikpädagogin
2. Gerhard Hüsch (1901–1984), Bariton
3. Gerda Lammers (1915–1993), Sopranistin[61]
4. Emmi Leisner – auf der Liste als Emmy Leissner geschrieben (1885–1958), Altistin
5. Gertrude Pitzinger – auf der Liste als Gertrude Pfitzinger geschrieben und handschriftlich korrigiert (1904–1997), Altistin
6. Arno Schellenberg (1903–1983), Bariton und Gesangslehrer
7. Wilhelm Strienz (1900–1987), Bass
8. Rudolf Watzke (1892–1972), Bass
9. Henny Wolff (1896–1965), Sopranistin und Gesanglehrerin

- d) Theater (die genannten Ortsangaben finden sich in der Originalliste):

1. Rosa Albach-Retty – Wien (1874–1980), Schauspielerin und Großmutter väterlicherseits von Romy Schneider
2. Herbert Alsen – Wien (1906–1978), Opernsänger (Bass)
3. Peter Anders – Berlin (1908–1954), Opernsänger (Tenor)
4. Raoul Aslan – Wien (1886–1958), Schauspieler und Theaterintendant – im Original in Klammern gesetzt, der Name mit Punkten unterstrichen und nachträglich per Hand durchgestrichen
5. Mathieu Ahlersmeyer – Dresden-Wien (1896–1979), Schauspieler und Opernsänger (Bariton)
6. Ewald Balser – Berlin-Wien (1898–1978), Schauspieler
7. Irma Beilke – Berlin (1904–1989), Opernsängerin (Sopran)
8. Erna Berger – Berlin (1900–1990), Opernsängerin (Sopran)
9. Hedwig Bleibtreu – Wien (1868–1958), Schauspielerin – im Original nachträglich per Hand durchgestrichen mit unleserlicher Notiz rechts des Namens, in die Sonderliste aufgenommen
10. Paula Buchner – Berlin (1900–1963), Opernsängerin (Sopran)
11. Rudolf Bockelmann – Berlin (1892–1958), Opernsänger (Bariton) und Gesangslehrer
12. Helena Braun – München (1903–1990), Opernsängerin (Sopran)[62]
13. Lina Carstens – Berlin (1892–1978), Schauspielerin und Synchronsprecherin
14. Maria Cebotari – Berlin (1910–1949), Opernsängerin (Sopran)
15. Anna Dammann – Berlin (1912–1993), Schauspielerin
16. Stella David – Dresden (Schauspielerin nachweisbar in zwei Filmrollen 1921 und 1938,[63] sonst keine weiteren Angaben. Auf der Originalliste in Klammern und nachträglich per Hand durchgestrichen mit unleserlicher Notiz am linken Rand, evtl. Filmliste bedeutend. Dort ist sie aber nicht aufgeführt.)
17. Paula Denk – München (1908–1978), Schauspielerin, wurde 1942 zur Staatsschauspielerin ernannt (im Original in Klammern und nachträglich per Hand durchgestrichen mit unleserlicher Notiz am linken Rand, evtl. Filmliste bedeutend. Dort ist sie aber nicht aufgeführt.)
18. Anton Dermota – Wien (1910–1989), Opernsänger (Lyrischer Tenor)
19. Antonia Dietrich – Dresden (1900–1975), Schauspielerin
20. Willi Domgraf-Fassbaender – Berlin (1897–1978), Opernsänger (Bariton)
21. Käthe Dorsch – Wien (1890–1957), Schauspielerin
22. Clara Ebers – Frankfurt (1902–1997), Opernsängerin (Sopran)
23. Lieselotte Enck – Berlin (1918–2007), Opernsängerin (Sopran) – es findet sich in Klammern der maschinengeschriebene Zusatz: Wunsch des Reichsmarschalls (gemeint: Hermann Göring)[64]
24. Trude Eipperle – München (1908–1997), Opernsängerin (Sopran)
25. Maria Eis – Wien (1896–1954), Schauspielerin
26. Jürgen Fehling (1885–1968), Regisseur und Schauspieler – der Originalliste nachträglich per Hand zugefügt
27. Otto Falckenberg – München – hier handschriftlich gestrichen und in die Sonderliste aufgenommen
28. Eugen Fuchs – Berlin (1893–1971), Opernsänger (Bassbariton)[65] – der Liste handschriftlich beigefügt
29. Marta Fuchs – Berlin-Dresden (1898–1974), Opernsängerin (Sopran)
30. Heinrich George – Berlin (1893–1946), Theater- und Filmschauspieler
31. Josef Greindl – Berlin (1912–1993), Opernsänger, Bass – auf der Liste als Graindl geschrieben
32. Gustaf Gründgens – Berlin (1899–1963), Schauspieler, Regisseur und Intendant – der Liste handschriftlich beigefügt
33. Paul Hartmann – Berlin (1889–1977), Schauspieler
34. Theo Herrmann – Hamburg (1902–1977), Opernsänger (Bass)[66]
35. Josef Herrmann – Dresden (1903–1955), Opernsänger (Heldenbariton)
36. Werner Hinz – Berlin (1903–1985), Schauspieler
37. Elisabeth Höngen – Dresden-Wien (1906–1997), Opernsängerin (Mezzosopran)
38. Lore Hoffmann – Berlin (1911–1996), Opernsängerin (Sopran)
39. Paul Hoffmann – Dresden (1902–1990), Schauspieler
40. Hans Hotter – München-Wien (1909–2003), Opern- und Liedsänger
41. Friedrich Kayssler – Berlin – hier handschriftlich gestrichen und in der Sonderliste aufgenommen, unleserliche handschriftliche Anmerkungen rechts des Namens
42. Eduard Kandl – Berlin (1876–1966), Opernsänger (Bass) und Schauspieler
43. Eugen Klöpfer – Berlin (1886–1950), Schauspieler und ab 1934 Staatsschauspieler
44. Margarete Klose – Berlin (1899–1968), Opernsängerin (Alt)
45. Hermine Körner – Berlin (1878–1960), hier nicht gestrichen, findet sich auch auf der Sonderliste wieder
46. Hans Grahl – ohne Ortsangabe (1895–1966) – in Klammern der Zusatz Gastverträge, dann handschriftlich gestrichen und links des Namens ein Fragezeichen
47. Werner Krauß – Berlin (1884–1959), Schauspieler und ab 1934 Staatsschauspieler
48. Fritz Krenn – Wien (1887–1963), Opernsänger (Bassbariton)
49. Hilde Konetzni – Wien (1905–1980), Opernsängerin (Sopran)
50. Anne Kersten – München (1895–1982), Schauspielerin
51. Hannsgeorg Laubenthal – Berlin (1911–1971), Schauspieler – auf der Liste als Hanns-Georg geschrieben
52. Tiana Lemnitz – Berlin (1897–1994), Opernsängerin (Sopran) und Gesangslehrerin
53. Max Lorenz – Berlin (1901–1975), Opernsänger (Tenor)
54. Walther Ludwig – Berlin (1902–1981), Opernsänger (Tenor) und Mediziner
55. Maria Müller – Berlin (1898–1958), Opernsängerin (Sopran)
56. Hans Hermann Nissen – München (1893–1980), Opernsänger (Bariton)
57. Julius Patzak – München (1898–1974), Opernsänger (Tenor)
58. Julius Pölzer – München (1901–1972), Zahnarzt und Opernsänger (Tenor)[67]
59. Erich Ponto – Dresden (1884–1957), Schauspieler und Intendant
60. Jaro Prohaska – Berlin (1891–1965), Opernsänger (Bariton) und Gesangslehrer[68]
61. Hildegard Ranczak – München (1895–1987), Opernsängerin (Sopran)[69][70] – handschriftlich in die Originalliste aufgenommen
62. Maria Reining – Wien (1903–1991), Opernsängerin (Sopran)
63. Hans Reinmar – Berlin (1895–1961), Opernsänger (Bariton)
64. Martha Rohs – Wien (1909–1963), Opernsängerin (Alt)
65. Helge Rosvaenge – Berlin (1897–1972), Opernsänger (Tenor)
66. Traute Rose – Wien (1904–1997), Schauspielerin und Synchronsprecherin
67. Joachim Sattler – Hamburg (1899–1984), Opernsänger (Tenor)
68. Paul Schöffler – Wien (1897–1977), Opernsänger (Bassbariton)
69. Heinrich Schlusnus – Berlin (1888–1952), Opern- und Liedersänger (Bariton)
70. Wilhelm Schirp – Berlin (1906–1974), Opernsänger (Bassbariton)[71]
71. Karl Schmitt-Walter – Berlin (1900–1985), Opernsänger (Bariton)
72. Erna Schlüter – Hamburg (1904–1969), Opernsängerin (Sopran)
73. Liselotte Schreiner – Berlin-Wien (1904–1991), Schauspielerin
74. Carla Spletter – Berlin (1911–1953), Opernsängerin (Sopran) und Schauspielerin – es findet sich in Klammern der maschinengeschriebene Zusatz: Wunsch des Reichsmarschalls
75. Karl-Heinz Stroux (1908–1985), Schauspieler und Regisseur – handschriftlich in die Originalliste aufgenommen (ohne die hier sonst übliche Ortsangabe)
76. Ludwig Suthaus – Berlin (1906–1971), Opernsänger (Heldentenor) – es findet sich handschriftlich hinzugefügt ein Fragezeichen links neben dem Namen
77. Horst Taubmann – München (1912–1991), Opernsänger (Tenor)[72] – es findet sich in Klammern der maschinengeschriebene Zusatz: Wunsch v. Reichsl. Bormann (gemeint: Reichsleiter Martin Bormann)
78. Margarete Teschemacher – Hamburg (1903–1959), Opernsängerin (Sopran)
79. Hermann Thimig – Wien (1890–1982), Schauspieler und Regisseur
80. Hans Thimig – Wien (1900–1991), Schauspieler und Regisseur – der Name wurde handschriftlich in Klammern gesetzt und mehrere Male durchgestrichen
81. Viorica Ursuleac – München (1894–1985), Opernsängerin (Dramatischer Sopran)
82. Ludwig Weber – München (1899–1974), Opernsänger (Bass)
83. Franz Völker – Berlin (1899–1965), Opernsänger (Tenor)
84. Gertrud Rünger – Wien (1893–1965), Opernsängerin (Alt, Sopran) – alphabetisch falsch eingeordnet auf der Originalliste
85. Gustav Waldau – München (1871–1958), Schauspieler
86. Paul Wegener – Berlin (1874–1948), Schauspieler, Regisseur (Der Golem, wie er in die Welt kam, 1920) und Produzent
87. Erich Witte – Berlin (1911–2008), Opernsänger (Tenor) und Opernregisseur
88. Marcel Wittrisch – Berlin (1903–1955), Opernsänger (Tenor)
89. Paula Wessely – Berlin (1907–2000), Schauspielerin
90. Erich Zimmermann – Berlin (1892–1968),[73] gelernter Porzellanmaler und Opernsänger (Tenor)
91. Es findet sich ein nicht lesbarer handschriftlicher Namenseintrag am Ende der Liste, der auch wieder durchgestrichen wurde.

### Abschnitt II:Weitere uk-gestellte Einzelkünstler
Abschnitt II führte uk-gestellte Einzelkünstler auf und bestand aus A. Filmliste, B. Rundfunk–Liste sowie C. Komponisten für Film und Funk und Begleiter für Funk und Konzert.

#### UnterabschnittA. Filmliste
Auf der von Goebbels initiierten Filmliste standen nach Geschlechtern getrennt und alphabetisch geordnet 294 Schauspieler (handschriftlich wurden 25 wieder gestrichen und 18 hinzugefügt) und 234 Schauspielerinnen (hier wurden 66 wieder gestrichen und handschriftlich nur sechs hinzugefügt) darunter:
- Schauspieler

1. Viktor Afritsch (1906–1967), Schauspieler (u. a. Alarmstufe V, 1941 und Geheimakte W.B. 1, 1941)
2. Wolf Albach-Retty (1906–1967), Ehemann von Magda Schneider, Vater von Romy Schneider
3. Hans Albers (1891–1960), Schauspieler (u. a. Große Freiheit Nr. 7, 1944) und Sänger (u. a. Flieger, grüß mir die Sonne)
4. Axel von Ambesser (1910–1988), Schauspieler und Regisseur (u. a. Der brave Soldat Schwejk, 1960 und Kohlhiesels Töchter, 1962)
5. Valy Arnheim (1883–1950), Schauspieler (u. a. Menschen ohne Vaterland, 1937)
6. Karl Bachmann (1883–1958), Sänger und Schauspieler (u. a. Die kluge Marianne, 1943)
7. Walter Bechmann (1887–1967), Schauspieler (u. a. Annelie, 1941 und Sechs Tage Heimaturlaub, 1941)
8. Wilhelm Bendow (1884–1950), Schauspieler und Komiker (u. a. Kongo-Express, 1939 und Ich vertraue Dir meine Frau an, 1943)
9. Gerhard Bienert (1898–1986), Schauspieler (u. a. Morgenrot, 1933)
10. Paul Bildt (1885–1957), Regisseur und Schauspieler (u. a. D III 88, 1939 und Kampfgeschwader Lützow, 1941)
11. Willy Birgel (1891–1973), Schauspieler (u. a. in ...reitet für Deutschland, 1940/1941) – ab 1937 Staatsschauspieler
12. Rudolf Blümner (1873–1945), Dramaturg und Schauspieler (u. a. Der Hauptmann von Köpenick, 1931 und Menschen im Sturm, 1941)
13. Eduard Bornträger (1888–1958), Schauspieler (u. a. Urlaub auf Ehrenwort, 1938 und Blutsbrüderschaft, 1941)
14. Julius Brandt (1873–1949), Schauspieler (u. a. Kameraden auf See, 1938 und Unsterblicher Walzer, 1939)
15. Viktor Braun (1899–1971), Schauspieler (u. a. Hotel Sacher, 1939 und Schrammeln, 1944)
16. Hans Brausewetter (1899–1945), Schauspieler (u. a. Mein Sohn, der Herr Minister, 1937)
17. Beppo Brem (1906–1990), Schauspieler (u. a. Über alles in der Welt, 1941)
18. Joachim Brennecke (1919–2011), Schauspieler (u. a. Wunschkonzert, 1940)
19. Siegfried Breuer (1906–1954), Schauspieler (u. a. Venus vor Gericht, 1941)
20. Egon Brosig (1889–1961), Sänger und Schauspieler (u. a. Hundert Tage, 1935) – handschriftlich der Liste hinzugefügt
21. Rudolf Carl (1899–1987), Komiker und Schauspieler (u. a. Die Rothschilds, 1940)
22. Paul Dahlke (1904–1984), Schauspieler (u. a. Pour le Mérite, 1938 und Feinde, 1940) und später auch Synchronsprecher
23. Gerhard Dammann (1883–1946), Schauspieler (u. a. Der Ammenkönig, 1935)
24. Karl Dannemann (1896–1945), Maler und Filmschauspieler (u. a. Carl Peters, 1941)
25. René Deltgen (1909–1979), Schauspieler (u. a. Das Mädchen Johanna, 1935 und Achtung! Feind hört mit!, 1940), ab 1939 Staatsschauspieler
26. Bruno Decarli (1877–1950), hauptsächlich Theaterschauspieler
27. Ernst Dernburg (1887–1960), Schauspieler (u. a. Togger, 1937)
28. Karl Ludwig Diehl (1896–1958), seit 1939 Staatsschauspieler (u. a. Der 5. Juni, 1942)
29. Gustav Diessl (1899–1948), Schauspieler (u. a. Die weiße Hölle vom Piz Palü, 1929 und SOS Eisberg, 1933)
30. Walter Doerry (1880–1963), Schauspieler und Regisseur (u. a. Donner, Blitz und Sonnenschein, 1936)
31. Will Dohm (1897–1948), Schauspieler (u. a. Mein Leben für Irland, 1941 und Altes Herz wird wieder jung, 1943)
32. Friedrich Domin (1902–1961), Schauspieler und Theaterregisseur (u. a. Komödianten, 1941)
33. Erich Dunskus (1890–1967), Schauspieler (u. a. Hände hoch!, 1942)
34. Max Eckard (1914–1998), Schauspieler (u. a. Zwei Welten, 1939) – handschriftlich der Liste hinzugefügt
35. Julius E. Eckhoff (1885–1952), Schauspieler (u. a. Der Feuerteufel, 1940)
36. Wilhelm Egger–Sell (1878–1946), Schauspieler (u. a. Robert Koch, der Bekämpfer des Todes, 1939)
37. Anton Edthofer (1883–1971), Schauspieler (u. a. Die Leuchter des Kaisers, 1936)
38. Karl Ehmann (1882–1967), Schauspieler (u. a. Der Postmeister, 1940)
39. Josef Eichheim (1888–1945), Schauspieler (u. a. Liebe ist zollfrei, 1941)
40. Andrews Engelmann (1901–1992), Schauspieler (u. a. Carl Peters, 1941)
41. Hermann Erhardt (1903–1958), Schauspieler (u. a. Das Mädchen Johanna, 1935)
42. Karl Etlinger (1879–1946), Schauspieler (u. a. Die große Liebe, 1942) und Theaterregisseur
43. Leopold Esterle (1898–1967), hauptsächlich Theaterschauspieler
44. Richard Eybner (1896–1986), Schauspieler (u. a. Lumpacivagabundus, 1936) und Operettensänger
45. Kurt Felden (1878–1947), Schauspieler (u. a. Bal paré, 1940)
46. Rudolf Fernau (1898–1985), Theater- und Filmschauspieler (u. a. Dr. Crippen an Bord, 1942 und Die Affäre Roedern, 1944)
47. O. W. Fischer (1915–2004), Schauspieler (u. a. Wien 1910, 1943 und Hanussen, 1955)
48. Hugo Flink (1879–1947), Schauspieler (u. a. Nur nicht weich werden, Susanne!, 1934)
49. Albert Florath (1888–1957), seit 1938 Staatsschauspieler (u. a. Junge Herzen, 1944)
50. Rudolf Forster (1884–1968), Schauspieler (u. a. Wien 1910, 1940)
51. Robert Forsch (1870–1948), Schauspieler (u. a. Urlaub auf Ehrenwort, 1938)
52. Walter Franck (1896–1961), Theater- und Filmschauspieler (u. a. Bismarck, 1940 und Die Rothschilds, 1940)
53. Julius Frey (1901–1948), Schauspieler (u. a. Komödianten, 1941 und Der kleine Muck, 1944) – handschriftlich der Liste hinzugefügt
54. Willy Fritsch (1901–1973), Schauspieler (u. a. Anschlag auf Baku, 1942 und Junge Adler, 1944)
55. Hans Fitz (1891–1972), Schauspieler und Drehbuchautor (u. a. Weiberregiment, 1936)
56. Ernst Fritz Fürbringer (1900–1988), Theater- und Filmschauspieler (u. a. Wasser für Canitoga, 1939 und Carl Peters, 1941)
57. Gustav Fröhlich (1902–1987), Schauspieler (u. a. Metropolis, 1927 und Der große König, 1940/42) und Regisseur
58. Otto Gebühr (1877–1954), Schauspieler (u. a. Fridericus Rex, 1921/1922) – ab 1938 Staatsschauspieler
59. Viktor Gehring (1889–1978), Drehbuchautor und Schauspieler (u. a. Der Klosterjäger, 1935)
60. Alfred Gerasch (1877–1955), Schauspieler (u. a. Manolescu, der Fürst der Diebe, 1933)
61. Herbert Gernot (1895–1952), Schauspieler (u. a. Urlaub auf Ehrenwort, 1938 und Kamerad Hedwig, 1945)
62. Harry Giese (1903–1991), Schauspieler und Sprecher der Deutschen Wochenschau
63. Lutz Götz (1891–1958), Schauspieler (u. a. Unternehmen Michael, 1937)
64. Bernhard Goetzke (1884–1964), Theater- und Filmschauspieler (u. a. Die Nibelungen, 1922/24)
65. Adolf Gondrell (1902–1954), Conférencier und Schauspieler (u. a. Unter heißem Himmel, 1936)
66. Otto Graf (1896–1977), Schauspieler (u. a. Die Entlassung, 1942)
67. Walter Gross (1904–1989), Schauspieler (u. a. Sensationsprozeß Casilla, 1939) und Kabarettist
68. Wilhelm Grosse (1873–1946), Schauspieler (u. a. Der Fuchs von Glenarvon, 1940)
69. Carl Günther (1885–1951), Schauspieler (u. a. Die Affäre Roedern, 1944)
70. Eugen Günther (1878–1963), Schauspieler (u. a. Sieben Jahre Pech, 1940)
71. Max Gülstorff (1882–1947), Schauspieler (u. a. Raub der Sabinerinnen, 1936)
72. Tibor von Halmay (1894–1944), Schauspieler (u. a. Leinen aus Irland, 1944)
73. Karl Hannemann (1895–1953), Schauspieler (u. a. GPU, 1942)
74. Karl Hanft (1904–1982), Schauspieler (u. a. Stoßtrupp 1917, 1934 und Feinde, 1940)
75. Bruno Harprecht (1875–1948), Schauspieler (u. a. Streit um den Knaben Jo, 1937) und Operettensänger
76. Knut Hartwig (1891–1977), Schauspieler (u. a. Die Degenhardts, 1944) und später Synchronsprecher
77. Clemens Hasse (1908–1959), Schauspieler (u. a. U-Boote westwärts!, 1941)
78. Karl Haubenreißer (1903–1945), Schauspieler (u. a. Mein Leben für Irland, 1941) – handschriftlich der Liste hinzugefügt
79. Ulrich Haupt (1915–1991), Theater- und Filmschauspieler (u. a. Komödianten, 1941) – handschriftlich der Liste hinzugefügt
80. Heinrich Hauser (1891–1956), Schauspieler (u. a. Der ewige Quell, 1939)
81. Johannes Heesters (1903–2011), Schauspieler (u. a. Jenny und der Herr im Frack, 1941) und Sänger
82. Karl Heidmann (1889–1946), Schauspieler (u. a. Kopf hoch, Johannes!, 1941) und Regisseur
83. Wilhelm Heim (1888–1954), Schauspieler (u. a. Brüderlein fein, 1942)
84. Karl Hellmer (1896–1974), Schauspieler (u. a. Junge Adler, 1944 und Via Mala, 1945)
85. Eric Helgar (1910–1992), Schauspieler (u. a. Romanze in Moll, 1943), Sänger und später auch Fernsehmoderator
86. Paul Henckels (1885–1967), Schauspieler (u. a. Die gläserne Kugel, 1937 und Das unsterbliche Herz, 1939)
87. Emil Hess (1889–1945), Schauspieler (u. a. Die Entlassung, 1942 und Damals, 1943)
88. Julius E. Hermann (1883–1945), Schauspieler (u. a. Reifende Jugend, 1933 und Und du mein Schatz fährst mit, 1937)
89. Oskar Höcker (1892–1959), Schriftsteller und Schauspieler (u. a. Alarm in Peking, 1937 und Mann für Mann, 1939) – handschriftlich der Liste hinzugefügt
90. Attila Hörbiger (1896–1987), Schauspieler (u. a. Ernte, 1936 und Heimkehr, 1941)
91. Paul Hörbiger (1894–1981), Schauspieler (u. a. Der Zinker, 1931)
92. Hans Holt (1909–2001), Schauspieler (u. a. Wen die Götter lieben, 1942)
93. Walter Holten (1897–1972), Synchronsprecher und Schauspieler (u. a. Der Edelweißkönig, 1939 und Der unendliche Weg, 1943)
94. Willem Holsboer (1905–1959), Theaterintendant und Schauspieler (u. a. Kleine Residenz, 1942 und Man rede mir nicht von Liebe, 1943)
95. Paul Hubschmid (1917–2002), Schauspieler (u. a. Der Tiger von Eschnapur, 1958 und Das indische Grabmal, 1959)
96. Emil Jannings (1884–1950), Schauspieler und Oscar–Preisträger von 1929 (Bester Hauptdarsteller)
97. Paul Klinger (1907–1971), Schauspieler (u. a. Immensee, 1943 und Die Mädels vom Immenhof, 1955) und später auch Hörspiel- und Synchronsprecher
98. Gustav Knuth (1901–1987), Schauspieler (u. a. Unter den Brücken, 1944/1946 und Der eiserne Gustav, 1979)
99. Viktor de Kowa (1904–1973), Schauspieler (u. a. Kleiner Mann – ganz groß, 1937/1938) und Regisseur (u. a. Kopf hoch, Johannes!, 1941)
100. Theo Lingen (1903–1978), Schauspieler und Regisseur (u.a Till Eulenspiegel, 1936 und Hurra, die Schule brennt, 1969)
101. Curt Lucas (1888–1960), Schauspieler (u. a. Das Leben geht weiter, 1945)
102. Ferdinand Marian (1902–1946), Schauspieler (u. a. die Hauptrolle des Joseph Süß Oppenheimer im Film Jud Süß, 1940)
103. Kurt Meisel (1912–1994), Schauspieler (u. a. Der große König, 1940/42 und Kolberg, 1943/45) – handschriftlich der Liste beigefügt
104. Hubert von Meyerinck (1896–1971), Schauspieler (u. a. Venus vor Gericht, 1941)
105. Bernhard Minetti (1905–1998), Schauspieler (u. a. Die Rothschilds, 1940 und Tiefland, 1940-1944)
106. Hans Moser (1880–1964), Volksschauspieler und Sänger von Wienerliedern
107. Harry Piel (1892–1963), Schauspieler (u. a. Panik, 1940–43) und Regisseur
108. Karl Platen (1877–1952), Schauspieler (hauptsächlich in diversen Nebenrollen)
109. Carl Raddatz (1912–2004), Schauspieler (u. a. Stukas, 1941 und Über alles in der Welt, 1940/1941) später auch Synchronsprecher
110. Heinz Rühmann (1902–1994), Schauspieler (u. a. Die Feuerzangenbowle, 1944)
111. Franz Schafheitlin (1895–1980), Schauspieler (u. a. Nachtschwester Ingeborg, 1958 und Die Zwillinge vom Immenhof, 1973)
112. Karl Schönböck (1909–2001), Schauspieler (u. a. Schtonk!, 1992)
113. Carl-Heinz Schroth (1902–1989), Schauspieler (u. a. Wenn der Vater mit dem Sohne, 1955 und die TV-Serie Jakob und Adele von 1981 bis 1989) und Regisseur
114. Otto Wernicke (1893–1965), Schauspieler (u. a. als Kommissar Lohmann in M, 1931 und Das Testament des Dr. Mabuse, 1933)
115. Mathias Wiemann (1902–1969), Schauspieler (u. a. als Hauke Haien in Der Schimmelreiter, 1933)

- Schauspielerinnen

1. Monika Burg (1918–2008), Schauspielerin (u. a. Titanic, 1943 und Die Drei von der Tankstelle, 1955)
2. Lil Dagover (1887–1980), Schauspielerin (u. a. Das Cabinet des Dr. Caligari, 1920)
3. Berta Drews (1901–1987), Schauspielerin (u. a. Hitlerjunge Quex, 1933 und Die Blechtrommel, 1979) – verheiratet mit Heinrich George und Mutter von Götz George
4. Hertha Feiler (1916–1970), Schauspielerin (u. a. Charleys Tante, 1956) – Ehefrau von Heinz Rühmann
5. Heli Finkenzeller (1911–1991), Schauspielerin (u. a. Das Bad auf der Tenne, 1943 und später in der Serie Das Traumschiff, 1981 und 1990)
6. Elisabeth Flickenschildt (1905–1977), Schauspielerin (u. a. Der zerbrochene Krug, 1937)
7. Käthe Haack (1897–1986), Schauspielerin (u. a. Münchhausen, 1943) – dritte Ehefrau von Heinrich Schroth und Mutter von Hannelore Schroth
8. Heidemarie Hatheyer (1918–1990), Schauspielerin (u. a. Der Berg ruft, 1938 und Ich klage an, 1941)
9. Margot Hielscher (1919–2017), Schauspielerin und Sängerin (Teilnahme am Grand Prix Eurovision de la Chanson 1957 und 1958)
10. Karin Himboldt (1920–2005), Schauspielerin (u. a. Die Feuerzangenbowle, 1944)
11. Marianne Hoppe (1909–2002), Schauspielerin (u. a. Der Schritt vom Wege, 1939) – zweite Ehefrau von Gustaf Gründgens
12. Brigitte Horney (1911–1988), Schauspielerin (u. a. Feinde, 1940 und Münchhausen, 1943)
13. Käte Jöken-König (1898–1968), Schauspielerin (u. a. Jud Süß, 1940 und Ohm Krüger, 1941) und Operettensängerin
14. Jenny Jugo (1904–2001), Schauspielerin (u. a. Pygmalion, 1935 und Mädchenjahre einer Königin, 1936) – persönlich befreundet mit Joseph Goebbels
15. Hilde Krahl (1917–1999), Schauspielerin (u. a. Der Postmeister, 1940 und Herz der Welt, 1952)
16. Bruni Löbel (1920–2006), Schauspielerin (u. a. Der 5. Juni, 1942 und Quax in Afrika, 1943)
17. Carsta Löck (1902–1993), Schauspielerin (u. a. U-Boote westwärts!, 1941 und später als Magd Krösa-Maja in der Fernsehserie Michel aus Lönneberga)
18. Winnie Markus (1921–2002), Schauspielerin (u. a. Die Geierwally, 1940)
19. Elfie Mayerhofer (1917–1992), Schauspielerin (u. a. Frauen für Golden Hill, 1938) und Sängerin (bekannt als Wiener Nachtigall)
20. Lola Müthel (1919–2011), Schauspielerin (u. a. Achtung! Feind hört mit!, 1940)
21. Susi Nicoletti (1918–2005), Schauspielerin (u. a. Sommerliebe, 1942)
22. Henny Porten (1890–1960), Schauspielerin (u. a. Skandal um Eva, 1930)
23. Leni Riefenstahl (1902–2003), Tänzerin, Schauspielerin und Regisseurin (Triumph des Willens und Olympia)
24. Marika Rökk (1913–2004), Schauspielerin (u. a. im ersten deutschen Farbfilm Frauen sind doch bessere Diplomaten, 1939/41) und Sängerin (Ich brauche keine Millionen)
25. Annie Rosar (1888–1963), Schauspielerin (u. a. Die goldene Stadt, 1942)
26. Magda Schneider (1909–1996), Schauspielerin (u. a. Am Abend auf der Heide, 1941 und Eines Tages, 1944) – Mutter von Romy Schneider
27. Kristina Söderbaum (1912–2001), Schauspielerin (u. a. Verwehte Spuren, 1938 und Opfergang, 1944) – Ehefrau von Veit Harlan
28. Erika von Thellmann (1902–1988), Schauspielerin (u. a. Liebesbriefe aus dem Engadin, 1938 und Rosen in Tirol, 1940)
29. Alice Treff (1906–2003), Schauspielerin (u. a. Sensationsprozeß Casilla, 1939 und Hochzeit auf Bärenhof, 1942)
30. Olga Tschechowa (1897–1980), Schauspielerin (u. a. Der Fuchs von Glenarvon, 1940 und Menschen im Sturm, 1941)
31. Gisela Uhlen (1919–2007), Schauspielerin (u. a. Zwischen Hamburg und Haiti, 1940 und Zwischen Himmel und Erde, 1942) – Mutter von Susanne Uhlen
32. Ilse Werner (1921–2005), Schauspielerin (u. a. Die schwedische Nachtigall, 1941 und Wir machen Musik, 1942) und Sängerin (Wunschkonzert für die Wehrmacht)
33. Sonja Ziemann (1926–2020), Sängerin und Schauspielerin (u. a. Nacht fiel über Gotenhafen, 1959 und Die Brücke von Remagen, 1969)

#### UnterabschnittB. Rundfunk–Liste
Die Rundfunk–Liste wurde weiter aufgegliedert in die folgenden Abschnitte: 1. Dirigenten, 2. Geiger, 3. Weitere Instrumental–Solisten, 4. Pianisten, 5. Sänger, 6. Sängerinnen, 7. Arrangeure, 8. Kopisten, 9. Sprecher, 10. Autoren und Sprecher für aktuelle Sendungen (Zeitspiegel, Vorträge usw.) und 11. Chöre. Es finden sich hier folgende Namen mit der nach der Originalliste wiedergegebenen Ortsangabe:
- 1. Dirigenten

1. Hans Rosbaud – Straßburg (1894–1962), Dirigent und Komponist
2. Fritz Zaun – Berlin (1893–1966), Dirigent und ab 1956 Generalmusikdirektor der Deutschen Oper am Rhein
3. Curt Kretzschmar – Berlin (1894–1973), Dirigent und ab 1940 musikalischer Leiter beim Reichssender Berlin - auf der Liste als Kurt geschrieben
4. Carl Michalski – München (1911–1998), Dirigent und Komponist - auf der Liste als Karl geschrieben
5. Werner Schmidt-Boelcke – Berlin (1903–1985), Komponist und Kapellmeister - auf der Liste als Boelke geschrieben

- 2. Geiger

1. Paul Richartz – Berlin (keine weiteren Angaben)
2. Bruno Sänger – Berlin (keine weiteren Angaben)[74]
3. Wilhelm Schröder – Berlin (keine weiteren Angaben) – handschriftlich der Liste hinzugefügt

- 3. Weitere Instrumental–Solisten

1. Fritz Schröder – Berlin (keine weiteren Angaben) – handschriftlich der Liste hinzugefügt
2. Werner Friedrich – Berlin (keine weiteren Angaben)
3. Fred Dömpke – Berlin (1907–1985), Jazzgitarrist und Bandoneonspieler
4. Ernst Zebe – Berlin (keine weiteren Angaben)
5. Friedl Rexeis – Berlin (keine weiteren Angaben) – handschriftlich wieder gestrichen
6. Kurt Albrecht – Berlin (1895–1971), Pianist und Komponist
7. Franz Fijal – Berlin (keine weiteren Angaben), auch als Franz Fijal-Lipinski bekannt geworden, Gitarrist
8. Rudolf Nel – Berlin (1908–1992), Bratschist
9. Camillo Wanausek – Berlin (1906–1999), Flötist
10. Jo Alex – Breslau (1895–1973), Unterhaltungskünstler
11. Ernst Franz – Frankfurt (keine weiteren Angaben) – handschriftlich der Liste hinzugefügt
12. Hermann Schittenhelm – Trossingen (1893–1979), Akkordeonist und Komponist – handschriftlich der Liste hinzugefügt

- 4. Pianisten

1. Herbert Jäger – Berlin (1902–1958), Pianist und ab 1936 Moderator beim Deutschlandsender – handschriftlich der Liste hinzugefügt
2. Ludwig Kusche – München (1901–1982), Pianist und Komponist
3. Werner Neumann – Berlin (1905–1991), Pianist und Musikwissenschaftler (Gründer des Bach–Archivs 1950)
4. Erwin Bootz – Berlin (1907–1982), Pianist und Unterhaltungskünstler (u. a. bei den Comedian Harmonists)
5. Fritz Stamer – Berlin (* um 1900 – keine weiteren Angaben), Pianist und Unterhaltungskünstler
6. Viktor Graef – Wien (1886–1969), Pianist und Gesangslehrer[75] – handschriftlich der Liste hinzugefügt
7. Erwin Wredenhöft – Berlin (keine weiteren Angaben) – handschriftlich der Liste hinzugefügt
8. Detlef Kraus – Hamburg (1919–2008) – handschriftlich der Liste hinzugefügt, in der Liste falsch Detlev Krauss geschrieben

- 5. Sänger

1. Karl Erb – München (1877–1958), Sänger (Tenor)
2. Georg Hann – München (1897–1950), Kammersänger (Bass)
3. Karl Friedrich – Wien (1905–1981), Sänger (Tenor)
4. Oskar Röhling – Berlin (1900–1966), Sänger (Tenor)[76]
5. Ernst Kurz – Berlin (keine weiteren Angaben)
6. Georg Thomalla – Berlin (1915–1999), Schauspieler und später auch Synchronsprecher
7. Franz Heigl – Berlin (1901–1992), Sänger und Unterhaltungskünstler
8. Franz Schier – Wien (1909–1954), Schlagersänger und Schauspieler
9. Toni Nießner – Wien (1906–1986), gemeint ist Tony Niessner, Schlagersänger und Schauspieler
10. Julius Katona – Berlin (1902–1977), Opernsänger (Tenor)[77]
11. Raymund Lutz - Posen (keine weiteren Angaben)

- 6. Sängerinnen

1. Martina Wulf – Hamburg (1907–1982), Opernsängerin (Sopran) – als Hamburger Kammersängerin ausgezeichnet
2. Lisa Jungkind – Hamburg (1911–2001), Opernsängerin (Sopran)
3. Gretl Schörg – Berlin (1914–2006), Schauspielerin (u. a. Der Mann, dem man den Namen stahl, 1944) und Operettensängerin
4. Betty Sedlmayer – Berlin (1904–2004), Schauspielerin und Operettensängerin
5. Jetty Topitz–Feiler – Wien (keine weiteren Angaben)
6. Toni Gerhold – Wien (keine weiteren Angaben)
7. Elsa Macha – Wien (keine weiteren Angaben)
8. Liesl Andergast – Wien (1905–1980), Schauspielerin – Schwester von Maria Andergast
9. Olga Ottmann – Berlin (keine weiteren Angaben) – die Zuordnung zur Operettensängerin Marie Ottmann ist nicht gesichert
10. Ingeborg Döderlein – Berlin (1911–1999), Schauspielerin und Operettensängerin[78] – Ehefrau von Ralph Maria Siegel
11. Magda Hain – Berlin (1920–1998), Schlagersängerin
12. Margit Hofen – Berlin (keine weiteren Angaben)
13. Margarete Mühlenbeck – Schwerin (*1918 – keine weiteren Angaben)[79], Sopranistin und Pianistin
14. Eva Schönberg–Leschetitzky – Berlin (keine weiteren Angaben)
15. Lilly Bühler – Berlin (keine weiteren Angaben) – handschriftlich der Liste hinzugefügt
16. Herta Dumke - Berlin (keine weiteren Angaben) – handschriftlich der Liste hinzugefügt

- 7. Arrangeure

1. Hanns Steinkopf – Berlin–Breslau (1901–1972), Dirigent
2. Erich Kümmel gen. Walden – Berlin (1906–1960), Kapellmeister
3. Frank Fux – Berlin (1902–1965), Kapellmeister und Filmkomponist
4. Willi Matthes – Berlin (keine weiteren Angaben) – handschriftlich wieder gestrichen
5. Karl Knauer – Berlin (1885–1945 verschollen), Komponist
6. Ernst Hildebrandt – Pianist bei Wilfried Krüger (1918–1986), Komponist und Dirigent
7. Walter Hartmann – Breslau (1927–1992), Unterhaltungsmusiker
8. Kurt Budde – Berlin (1894–1971), Kapellmeister – handschriftlich der Liste hinzugefügt
9. Erich Gutzeit – Berlin (1894–1971), Unterhaltungsmusiker – handschriftlich der Liste hinzugefügt
10. Fritz Wicke – Berlin (keine weiteren Angaben) – handschriftlich der Liste hinzugefügt
11. Willi Lachner – Berlin (1895–1955), Dirigent – handschriftlich der Liste hinzugefügt
12. Ernst Fischer – Berlin (1900–1975), Komponist für Unterhaltungsmusik
13. Martin Fischer – Spezial–Arrangeur für Invasionsprogramm (keine weiteren Angaben)
14. Alexander Steinbrecher – Wien (1910–1982), Komponist
15. Alois Pachernegg – Wien (1892–1964), Komponist und Dirigent
16. Franz Stolzenwald – Prag (1899–1969), Komponist für Unterhaltungsmusik
17. Horst Kudritzki – Prag (1911–1970), Pianist und Komponist
18. Adolf Steimel – Berlin (1907–1962), Komponist und Orchesterleiter
19. Franz Mück – Prag (1898–1957), Jazzpianist und Komponist
20. Erwin Mausz – Berlin (1899–1969), Dirigent
21. Walter Jenson – Spezial–Arrangeur für Invasionsprogramm (1902–1952), Komponist und Orchesterleiter
22. Karl Satow – Berlin (1907–1966), Komponist – handschriftlich der Liste hinzugefügt
23. Bernhard de Weille – Berlin (1915–1977), Komponist und Musikproduzent – handschriftlich der Liste hinzugefügt

- 8. Kopisten

1. Franz Thon sen. – Berlin (*1884 – keine weiteren Angaben)
2. handschriftlich hier sehr schwer lesbar die Bemerkung und 5 weitere

- 9. Sprecher

1. Robert Assmann – Berlin (Synchronsprecher – keine weiteren Angaben)[80]
2. Herbert Klatt – Berlin (1909–1945), Schauspieler
3. Karl–Heinz Reichel – Berlin (*1917 – keine weiteren Angaben), Schauspieler und Sänger

- 10. Autoren und Sprecher für aktuelle Sendungen (Zeitspiegel, Vorträge usw.)

1. Werner Brink - Berlin (keine weiteren Angaben) – handschriftlich der Liste hinzugefügt
2. Ernst Nebhut – Berlin (1898–1974), Schriftsteller und Drehbuchautor
3. Heinz Graupner – München (1906–1966), Mediziner und Schriftsteller
4. Ulrich Graf – Danzig (1908–1954), Mathematiker
5. Heinitz – Hamburg (1883–1963), Musikwissenschaftler
6. Walter Werner – Berlin (1922–1995), Schriftsteller – handschriftlich der Liste hinzugefügt
7. Paul Schaaf – (*1897 – keine weiteren Angaben), Schriftsteller[81] – handschriftlich der Liste hinzugefügt
8. Ilse Oberg – Berlin (keine weiteren Angaben) – handschriftlich der Liste hinzugefügt – gemeint ist Ilse Obrig (1908–1978), Autorin und Sprecherin

- 11. Chöre

1. Opernchor von 48 Mitgliedern beim Reichssender Berlin
2. Opernchor von 48 Mitgliedern beim Reichssender Wien
3. Singgemeinschaft Rudolf Lamy – Berlin (19 Frauen, 13 Männer, davon einer kv.) – handschriftlich der Liste hinzugefügt

#### UnterabschnittC. Komponisten für Film und Funk und Begleiter für Funk und Konzert
Hier finden sich – unterteilt in 35 Komponisten (zwei nachträglich gestrichen, drei handschriftlich hinzugefügt) und fünf Begleiter – ohne zusätzliche Ortsangabe folgende Namen:
- Komponisten:

1. Werner Bochmann (1900–1993), Schlager- und Filmkomponist (u. a. Himmelhunde, 1942)
2. Hans Otto Borgmann (1901–1977), Filmkomponist (u. a. Hitlerjunge Quex, 1933 mit dem Lied Unsere Fahne flattert uns voran)
3. Lothar Brühne (1900–1958), Filmkomponist (u. a. Ich brech’ die Herzen der stolzesten Frau’n, 1938)
4. Ernst Erich Buder (1896–1962), Filmkomponist (u. a. Soldaten sind immer Soldaten, 1935)
5. Franz Doelle (1883–1965), Filmkomponist (u. a. Ich habe im Mai von der Liebe geträumt, 1926)
6. Nico Dostal (1895–1981), Komponist (Filmmusik, Operetten und Orchesterwerke)
7. Bernhard Eichhorn (1904–1980), Filmkomponist (u. a. Anuschka, 1942) und Kapellmeister
8. Werner Eisbrenner (1908–1981), Filmkomponist (u. a. Große Freiheit Nr. 7, 1943)
9. Hans Elin (Jellinek) – Namen auf der Liste falsch geschrieben, gemeint ist Hanns Elin (Pseudonym für Hanns Jelinek), Komponist und späterer Musikpädagoge
10. Albert Fischer (1896–1957), Dirigent und Filmkomponist
11. Ernst Fischer (1900–1975), Lied- und Filmkomponist
12. Franz H. Friedl – gemeint ist Franz R. Friedl (1892–1977), Dirigent und Filmkomponist (u. a. Kampf um Norwegen, 1940 und Der ewige Jude, 1940)
13. Franz Grothe (1908–1982), Dirigent und Filmkomponist (u. a. Tanz mit dem Kaiser, 1941 und Hab mich lieb!, 1942)
14. Georg Hentzschel – gemeint ist Georg Haentzschel (1908–1981), Filmkomponist (u. a. Via Mala, 1945)
15. Michael Jary (1906–1988), Schlagerkomponist (u. a. Ich weiß, es wird einmal ein Wunder gescheh’n und Davon geht die Welt nicht unter, beide 1942)
16. Rudolf Kattnigg (1895–1955), Komponist (u. a. die Operette Balkanliebe, 1936)
17. Peter Kreuder (1905–1981), Komponist (u. a. für den Propagandafilm Tag der Freiheit! – Unsere Wehrmacht, 1935)
18. Eduard Künnecke – gemeint ist Eduard Künneke (1885–1953), Komponist (u. a. für die Filmreihe Till Eulenspiegel, 1936)
19. Leo Leux (1893–1951), Filmkomponist (u. a. Es leuchten die Sterne, 1938)
20. Hanns Löhr – (1892–1982), Komponist, vor allem für Unterhaltungsmusik – handschriftlich der Liste hinzugefügt
21. Theo Mackeben (1897–1953), Lied- und Filmkomponist (u. a. Die Nacht ist nicht allein zum Schlafen da, 1938)
22. Willy Matthes – gemeint ist Willy Mattes (1916–2002), Komponist und Arrangeur
23. Alois Melichar (1896–1976), Filmkomponist (u. a. Geheimnis Tibet, 1943) und Dirigent
24. Edmund Nick (1891–1974), Komponist (u. a. Das kleine Hofkonzert, 1935) und später auch Musikschriftsteller
25. Karl von Paus–Pertl – gemeint ist Karl Pauspertl (1897–1963), Komponist und Kapellmeister
26. Anton Profes (1896–1976), Lied- und Filmkomponist (u. a. Am Sonntag will mein Süßer mit mir segeln geh’n, 1929) – handschriftlich wieder durchgestrichen
27. Willy Richartz (1900–1972), Komponist (u. a. Oberwachtmeister Schwenke, 1935) und Dirigent
28. Joe Rixner – gemeint ist Josef Rixner (1902–1973), Komponist für Unterhaltungsmusik und Dirigent
29. Gustav Adolf Schlemm – (1902–1987), Komponist und Dirigent (u. a. beim Fernsehsender Paul Nipkow) – handschriftlich der Liste hinzugefügt
30. Willy Schmidt-Gentner (1894–1964), Komponist (u. a. Maskerade, 1934)
31. Kurt Schroeder – gemeint ist Kurt Schröder (1888–1962), Komponist (u. a. Die Geliebte, 1939) und Dirigent – handschriftlich wieder durchgestrichen
32. Friedrich Schroeder – gemeint ist Friedrich Schröder (1910–1972), Filmkomponist (u. a. Akrobat schö-ö-ö-n, 1943) – handschriftlich der Liste hinzugefügt
33. Norbert Schultze (1911–2002), Komponist (u. a. von Propagandaliedern wie Lili Marleen, 1939 oder Bomben auf Engelland, 1939/1940 und Von Finnland bis zum Schwarzen Meer, 1941)
34. Adolf Steimel (1907–1962), Schlagerkomponist
35. Otto Wagner (1924–1999), Komponist und Arrangeur[82]
36. Herbert Wind – gemeint ist Herbert Windt (1902–1973), Filmkomponist für div. Propagandafilme (u. a. Feldzug in Polen, 1940 oder Besatzung Dora, 1943)
37. Wolfgang Zeller (1893–1967), Filmkomponist (u. a. Ewiger Wald, 1936 und Menschen im Sturm, 1941)

- Begleiter (ohne alphabetische Reihung):

1. Siegfried Schultze (1897–1989), Pianist[83]
2. Bruno Seidler-Winkler (1880–1960), Pianist und Arrangeur
3. Richard Jäger (keine weiteren Angaben)[84]
4. Franz Dorfmüller (1887–1974), Pianist und Musikschriftsteller
5. Franz Hallasch (keine weiteren Angaben)[85][86]

### Abschnitt III:Orchester und Kapellen
Der Abschnitt III Orchester und Kapellen unterteilt sich zusätzlich in a. Kulturorchester für Funk-, Film- und Konzerteinsatz, b. Große Rundfunkorchester, c. Unterhaltungsorchester für Funk, Film und Konzert und d. Unterhaltungs- und Tanzkapellen für Funk, Film und Konzert.
- a. Kulturorchester für Funk-, Film- und Konzerteinsatz

1. Berliner Philharmonisches Orchester
2. Preussische Staatskapelle Berlin
3. Wiener Philharmonisches Orchester
4. Sächsische Staatskapelle Dresden
5. Leipziger Gewandhausorchester
6. Bayerische Staatskapelle München
7. Bruckner-Orchester Linz
8. Deutsches Philharmonisches Orchester Prag, das sich 1946 als Bamberger Symphoniker neu formierte.
9. Philharmonisches Staatsorchester Hamburg

- b. Große Rundfunkorchester

1. Großes Berliner Rundfunkorchester
2. Großes Hamburger Rundfunkorchester
3. Großes Münchener Rundfunkorchester
4. Großes Frankfurter Rundfunkorchester

- c. Unterhaltungsorchester für Funk, Film und Konzert

1. Berliner Unterhaltungsorchester (bisher Bund)
2. Wiener Unterhaltungsorchester (Schönherr)
3. Kölner Unterhaltungsorchester (Eysoldt)

- d. Unterhaltungs- und Tanzkapellen für Funk, Film und Konzert

1. Deutsches Tanz- und Unterhaltungsorchester
2. Kapelle Jan Hoffmann Hamburg
3. Kapelle Willi Butz Frankfurt
4. Kapelle Hans Brändle Frankfurt
5. Kapelle Willi Steiner Breslau
6. Kapelle Erich Börschel Königsberg
7. Kapelle Karl Eisele Wien
8. Kapelle Rambour
9. Kapelle Wilfried Krüger
10. Kapelle Kurt Widmann
11. Kapelle Hans Busch
12. Kapelle Heinz Burczynski
13. Kapelle Leo Jaritz – handschriftlich der Originalliste hinzugefügt
14. Kapelle Lutz Templin – handschriftlich der Originalliste hinzugefügt

### Abschnitt IV:Liste der im Rüstungseinsatz tätigen, aber für Stunden im Rundfunk und Konzert gelegentlich beschäftigten Künstler
Dieser Teil der Liste wurde weiter aufgegliedert in die folgenden Abschnitte: 1. Dirigenten und Chorleiter, 2. Geiger, 3. Verschiedene Instrumental–Solisten, 4. Pianisten, 5. Quartette, 6. Sänger, 7. Sängerinnen, 8. Kabarettisten, 9. Sprecher, 10. Sprecherinnen, 11. Autoren und Sprecher für aktuelle Sendungen (Zeitspiegel, Vorträge usw.) und 12. Schriftsteller. Es finden sich hier folgende Namen mit der nach der Originalliste wiedergegebenen Ortsangabe:
- 1. Dirigenten und Chorleiter

1. Leopold Ludwig – Berlin (1908–1979), Dirigent, ab 1942 Staatskapellmeister
2. Fritz Lehmann – Wuppertal (1904–1956), Dirigent
3. Rudolf Mauersberger – Dresden (1889–1971), Kreuzkantor und Komponist
4. Fritz Lubrich – Kattowitz (1888–1971), Organist und Komponist

- 2. Geiger

1. Hermann Diener – Berlin (1897–1955), Orchestermusiker, ab 1934 Professor
2. Karl Freund – Berlin (1904–1955)
3. Bernhard Lessmann – Berlin (keine weiteren Angaben)
4. Maria Neuss – Berlin (keine weiteren Angaben)
5. Riele Queling – De Bilt (1897–1980),[87] Violinistin - Schwester von Hans Queling
6. Alice Schönfeld – Berlin (1921–2019), Violinistin
7. Edith von Voigtländer – München (1892–1978), Violinistin, ab 1946 Professorin
8. Christa Richter–Steiner – Ortsangabe unleserlich (1899–1962),[88] Konzertmeisterin – handschriftlich der Liste hinzugefügt

- 3. Verschiedene Instrumental–Solisten

1. Hermann von Beckerath (Cello) – München (1909–1964), Cellist
2. Walter Drwenski (Cembalo und Organist) – Berlin (1892–1956), Organist
3. Charlotte Hampe (Viola) – Berlin (1910–1983),[89] Bratschistin
4. Gustav Scheck (Flöte) – Berlin (1901–1984), Flötist
5. Name unleserlich per Hand hinzugefügt
6. Inge Hilpert (Blockflöte) – Berlin (keine weiteren Angaben) – handschriftlich der Liste hinzugefügt
7. Ingrid Lessen – (keine weiteren Angaben) – handschriftlich der Liste hinzugefügt

- 4. Pianisten

1. Herbert Jäger – Berlin (1902–1958) – handschriftlich wieder durchgestrichen
2. Detlev Kraus – Hamburg (1919–2002) – handschriftlich wieder durchgestrichen
3. Hans Priegnitz – Berlin (1913–1948)
4. Christine Purrmann – Berlin (1912–1993)
5. Karl August Schirmer – Berlin (keine weiteren Angaben)
6. Helga Schöne – Berlin (keine weiteren Angaben)
7. Otto Volkmann – Duisburg Begleiter (1888–1968)
8. Julius Dahlke – Berlin Begleiter (1891–1951) – handschriftlich der Liste hinzugefügt
9. Bronislaw von Pozniak – Ortsangabe unleserlich Begleiter (1887–1953) – handschriftlich der Liste hinzugefügt
10. Unleserlicher Name mit Ortsangabe Berlin und Zusatz Begleiter handschriftlich der Liste hinzugefügt
11. Kurt Schubert – Berlin Begleiter (1891–1945)
12. Vier weitere Begleiter sind handschriftlich der Liste hinzugefügt worden – die Namen sind nicht lesbar

- 5. Quartette

1. Lenschewsky–Quartett – Frankfurt – gemeint ist das von Gustav Lenzewski (1896–1988)[90] gegründete Quartett

- 6. Sänger

1. Kurt Böhme – Dresden (1908–1989), Opernsänger (Bass)
2. Fred Drissen – Berlin (1889–1968),[91] Opernsänger (Bass) und Musikpädagoge
3. Otto Fassler – Wien (1904–1990), Sänger (Operettenbuffo) und Schauspieler – handschriftlich der Liste hinzugefügt
4. Lorenz Fehenberger – Dresden (1912–1984), Opernsänger (Tenor)
5. Alfons Fügel – München (1912–1960), Opernsänger (Tenor)
6. Fritz Göllnitz – Hamburg (1897–1965), Opernsänger (Tenor) und Schauspieler
7. Rudolf Gonszar – Frankfurt (1907–1971), Opernsänger (Bassbariton)
8. Herbert Ernst Groh – Berlin (1906–1982), Opernsänger (Tenor)
9. Robert Hager – Hamburg (keine weiteren Angaben) – handschriftlich der Liste hinzugefügt
10. Ludwig Hofmann – Berlin (1891–1963), Opernsänger (Bass)
11. Otto Hüsch – Berlin (keine weiteren Angaben)
12. Franz Klarwein – München (1914–1991), Opernsänger (Lyrischer Tenor)
13. Josef Knapp – München (1906–2001), Opernsänger (Bariton)
14. Erich Kunz – Wien (1909–1995), Opernsänger (Bariton)
15. Name unleserlich per Hand hinzugefügt
16. Joseph Maschkan – Wien (1910–1989), Sänger und Musiklehrer
17. Arno Metzner – Berlin (keine weiteren Angaben) – handschriftlich der Liste hinzugefügt
18. Hugo Meyer–Welfing – Wien (1905–1969), Opernsänger (Tenor)
19. Gustav Neidlinger – Hamburg (1910–1991), Opernsänger (Bassbariton) – handschriftlich wieder durchgestrichen
20. Hans Heinz Nissen (gemeint ist Hanns–Heinz Nissen) – Berlin (1905–1969), Opernsänger (Bariton)
21. Georg Oeggl – Wien (1900–1954), Theaterschauspieler und Opernsänger (Bariton)
22. Karl Ostertag – keine Ortsangabe (1903–1979),[92] Opernsänger (Tenor) – handschriftlich der Liste hinzugefügt
23. Fritz Piletzky – Wien (keine weiteren Angaben) – handschriftlich wieder durchgestrichen
24. Otto Scheidl – Frankfurt (1898–1993), Opernsänger (Tenor) und Musikpädagoge
25. Willy Schneider – Köln (1905–1989), Schlagersänger
26. Rudi Schuricke – Berlin (1913–1973), Sänger und Schauspieler
27. Hellmut Schweebs – Frankfurt (1897–1951), Opernsänger – handschriftlich der Liste hinzugefügt

- 7. Sängerinnen

1. Romana Artmann – Berlin (keine weiteren Angaben) – handschriftlich wieder gestrichen
2. Maria Beling – Berlin (1915–1994), Opernsoubrette und Schauspielerin
3. Lisa Bischoff – Hamburg (keine weiteren Angaben) – handschriftlich wieder gestrichen
4. Petronella Boser – Dresden (191–1994), Mezzosopranistin
5. Tilla Briem – Berlin (1908–1980), Sopranistin und ab 1961 Professorin an der Musikhochschule Hannover
6. Elisabeth Burghard – Berlin (keine weiteren Angaben)
7. Ingeborg Burmester – Hamburg (1904–1995), Sopranistin
8. Lillie Claus–Dostal – Wien (1905–2000), Sopranistin
9. Margarete Düren – Dresden (1904–1988), Sopranistin – handschriftlich wieder gestrichen
10. Tina Eilers – Berlin (1910–1983), Schauspielerin und später auch Synchronsprecherin
11. Hildegard Erdmann – Berlin (* 1915), Sopranistin
12. Hannerl Elsner – Wien (1911–1990),[93] Wiener Liedsängerin
13. Res Fischer – Stuttgart (1896–1974), Mezzosopranistin
14. Hannele Franck – Berlin (keine weiteren Angaben) – handschriftlich wieder gestrichen
15. Margot Guilleaume – Hamburg (1910–2004), Sopranistin und ab 1950 Gesangslehrerin an der Musikhochschule Hamburg
16. Gusta Hammer – Hamburg (1896–1977),[94] Altistin – handschriftlich der Liste hinzugefügt
17. Felicitas Hüni–Mihaszek – München (1891–1976), Sopranistin
18. Mara Jakisch – Berlin (1905–2005),[95] Sopranistin – handschriftlich wieder gestrichen
19. Hilda Holstein – Berlin (keine weiteren Angaben) – handschriftlich der Liste hinzugefügt
20. Unleserlicher Name – handschriftlich der Liste hinzugefügt
21. Herma Kaltner – Breslau (keine weiteren Angaben)
22. Adele Kern – München (1901–1980), Operettensängerin
23. Margarete Kissling–Rothärmel – München (keine weiteren Angaben)
24. Thea Kluge – Kattowitz (keine weiteren Angaben)
25. Ilse Koegel – Hamburg (1902–1979), Sopranistin – Ehefrau von Robert Meyn
26. Anny Konetzni – Wien (1902–1968), Sopranistin
27. Anny van Kruyswyk – München (1894–1976), Sopranistin
28. Maud Kunitz gemeint ist Cunitz – Stuttgart (1911–1987), Sopranistin
29. Annelies Kupper – Hamburg (1906–1987), Sopranistin – handschriftlich der Liste hinzugefügt
30. Lisa Lasko – Berlin (keine weiteren Angaben) – handschriftlich wieder gestrichen
31. Olga Levko–Antosch – Wien (* 1903),[96] Altistin
32. Nicht lesbarer Name – handschriftlich der Liste hinzugefügt
33. Georgine von Milinkovic – München (1913–1986), Mezzosopranistin
34. Fränzi (auch: Franzi) Millradt – München (1911–2003), Operettensängerin
35. Brigitte Mira – Berlin (1910–2005), Schauspielerin und Chanson–Sängerin
36. Rita Meinl–Weise – Leipzig (1898–1987),[97] Sopranistin
37. Käthe Nentwig – München (1916–1993),[98] Sopranistin – handschriftlich der Liste hinzugefügt
38. Konstanze Nettesheim – Berlin (1900–1965), Sopranistin
39. Elena Nikolaidi – München (1906–2002),[99] Altistin – handschriftlich der Liste hinzugefügt
40. Alda Noni – Wien (1916–2011), Sopranistin
41. Lilly Preisig – München (* 1904), Sängerin
42. Stefanie Proske – Wien (keine weiteren Angaben)
43. Cäcilie Reich – München (1911–1965),[100] Sopranistin – handschriftlich der Liste hinzugefügt
44. Elisabeth Reichelt – Dresden (1910–2001), Koloratursopranistin
45. Fee von Reichlin – Berlin (1912–2002), Schauspielerin und Operettensängerin
46. Esther Réthy – Wien (1912–2004), Sopranistin – handschriftlich der Liste hinzugefügt
47. Helena Rott – Dresden (1908–1991),[101] Altistin
48. Erika Rokyta – Wien (1899–1985),[102] Sopranistin
49. Tresi Rudolph – Berlin (1911–1997), Sopranistin und Schauspielerin
50. Elisabeth Rutgers – Wien (* 1911), Sopranistin
51. Erna Sack – Berlin (keine weiteren Angaben)
52. Rosl Schaffrian – Leipzig (keine weiteren Angaben)[103] – handschriftlich wieder gestrichen
53. Hilde Scheppan – Berlin (1907–1970), Sopranistin
54. Martha Schilling – Berlin (keine weiteren Angaben)
55. Marie–Luise Schilp – Berlin (* 1904),[104] Sängerin und Schauspielerin
56. Ingeborg Schmidt–Stein – Berlin (keine weiteren Angaben)
57. Ilse–Marie Schneering (gemeint ist Ilsemarie Schnering) – Breslau (1909–1995), Sopranistin und Schauspielerin – handschriftlich wieder gestrichen
58. Edith Schollwer – Berlin (1904–2002), Schauspielerin und Sängerin
59. Else Schürhoff – ohne Ortsangabe (1898–1960), Altistin
60. Charlotte Schütze – Frankfurt (keine weiteren Angaben)
61. Elisabeth Schwarzkopf – Berlin (1915–2006), Sopranistin
62. Irmgard Seefried – Wien (1919–1988), lyrische Sopranistin
63. Rosl Seegers – Berlin (1895–1969), Sopranistin – handschriftlich wieder gestrichen
64. Margarete Slezak – Berlin (1909–1953), Sopranistin und Schauspielerin – handschriftlich wieder gestrichen
65. Gerda Sommerschuh – München (1915–1984),[105] Sopranistin
66. Anita Spada – Berlin (* 1913), Varietésängerin
67. Maria Toll – Berlin (keine weiteren Angaben)
68. Lilly Trautmann – Frankfurt (keine weiteren Angaben)[106] – handschriftlich wieder gestrichen
69. Elfride Trötschel – Dresden (1913–1958), Sopranistin
70. Nata Tüscher – Berlin (1912–2002),[107] Sopranistin
71. Coba Wackers – Frankfurt (1909–1985),[108] Sängerin
72. Martha Wagner – Breslau (keine weiteren Angaben) – handschriftlich wieder gestrichen
73. Elisabeth Waldenau – München (1894–1983), Sopranistin
74. Luise Willer – München (1888–1970), Altistin
75. Annemarie Wichert – Berlin (keine weiteren Angaben) – handschriftlich der Liste hinzugefügt

- 8. Kabarettisten

1. Willy Reichert – Stuttgart (1896–1973), Volksschauspieler und Sänger – handschriftlich der Liste hinzugefügt
2. Rotraut Richter – Berlin (1913–1947), Schauspielerin (u. a. Das Veilchen vom Potsdamer Platz, 1936)
3. Betty Bahr – Berlin (keine weiteren Angaben)
4. Jupp Hussels – Berlin (1901–1984), Schauspieler und Hörfunksprecher
5. Ludwig Manfred Lommel – Berlin (1891–1962), Humorist - handschriftlich wieder gestrichen
6. Kurt Pratsch–Kaufmann – Berlin (1906–1988), Schauspieler
7. Udo Vietz – Berlin (1906–1965), Conférencier
8. Peter Marius Zell – Berlin (keine weiteren Angaben) – handschriftlich wieder gestrichen
9. Bruno Fritz – Berlin (1900–1984), Kabarettist und Schauspieler – handschriftlich der Liste hinzugefügt
10. Karl Napp – Dortmund (1890–1957), Humorist – handschriftlich der Liste hinzugefügt

- 9. Sprecher

1. Robert Klupp – Berlin (1891–1975), Schauspieler und Rundfunksprecher
2. Robert Taube – Berlin (1880–1964), Schauspieler – handschriftlich wieder gestrichen
3. Konrad Wagner – Berlin (1902–1974), Schauspieler
4. Lothar Müthel – Wien (1896–1964), Schauspieler und Regisseur
5. Ulrich Bettac – Wien (1897–1959), Schauspieler und Regisseur
6. Eduard Volters – Wien (1904–1972), Schauspieler und Dramaturg
7. Fritz Puchstein – Wien (1893–1968), Schauspieler – handschriftlich der Liste hinzugefügt
8. Walter Richter – Berlin (1905–1985), Schauspieler – handschriftlich der Liste hinzugefügt
9. Kurt von Ruffin – Berlin (1901–1996), Sänger und Schauspieler – handschriftlich der Liste hinzugefügt

- 10. Sprecherinnen

1. Karin Evans – Berlin (1907–2004), Schauspielerin
2. Ursula Burg – Berlin (1919–1996), Theaterschauspielerin
3. Ruth von Riedel – Berlin (keine weiteren Angaben)
4. Ilse Stapff – Weimar (keine weiteren Angaben, laut Kellenter, S. 520 Ehefrau von Heinz Drewes) – handschriftlich der Liste hinzugefügt
5. Name handschriftlich hinzugefügt – unleserlich (wohl: Schillbach – Berlin)
6. Milena von Eckardt – Berlin (1912–1971), Schauspielerin – handschriftlich der Liste hinzugefügt
7. Elisabeth Lennartz – Berlin (1902–2001), Schauspielerin – handschriftlich der Liste hinzugefügt
8. Name handschriftlich hinzugefügt – unleserlich und auch wieder durchgestrichen
9. Mila Kopp–Kayssler – Berlin (1904–1973), Schauspielerin

- 11. Autoren und Sprecher für aktuelle Sendungen (Zeitspiegel, Vorträge usw.)

1. Gerhard Wandel – Berlin (keine weiteren Angaben)
2. Pelz von Felinau – Berlin (1895–1978), Schriftsteller und Schauspieler
3. Fritz Hausmann – Babelsberg–Ufastadt (keine weiteren Angaben)
4. Friedrich Maier–Bode – Berlin (1868–1952), Landwirtschaftslehrer
5. Georg Enders – Berlin (keine weiteren Angaben) – handschriftlich wieder gestrichen
6. Erich Krug – Babelsberg (keine weiteren Angaben)
7. Gerd Prager – Berlin–Halensee (1896–1975), Schauspieler und Synchronsprecher
8. Werner Schott – Berlin (1891–1965), Schauspieler
9. Heinz Frieling – München (keine weiteren Angaben)
10. Herbert Michael – Dresden (keine weiteren Angaben)
11. Gicklhorn – Prag (1891–1957), Professor für Biologie
12. Brandt – Dresden (keine weiteren Angaben)

- 12. Schriftsteller

1. Margarete Schiestl-Bentlage – Markkleeberg/Sa. (1891–1954) – handschriftlich wieder gestrichen
2. Friedrich Forster – Schlehdorf b. Kochel (1895–1958)
3. Robert Hohlbaum – Wien (1886–1955)
4. Ernst Keienburg – Kleinmachnow b. Berlin (1893–1970)
5. Otto (Nachname nicht lesbar - handschriftlich durchgestrichen) – Oeslau b. Coburg
6. Herybert Menzel – Tirschtiegel/Oisen (1906–1945)
7. Eckart von Naso – Berlin (1888–1976)
8. Heinz Steguweit – Bensberg–Frankenforst (1897–1964)
9. Josef Magnus Wehner – München (1891–1973) – handschriftlich wieder gestrichen

## Beispiele für die Nichtaufnahme zuvor freigestellter Künstler
Eine Anzahl Künstler war ursprünglich vom Dienst an der Waffe freigestellt worden, ihre Namen wurden 1944 aber nicht in die Gottbegnadetenliste aufgenommen; darunter:
1. Hans von Benda (1888–1972), Dirigent (und sein Kammerorchester)[109]
2. Theodor Berger (1905–1992), Komponist[110]
3. Georg Böttcher (1889–1963), Musikpädagoge und Chorleiter[111]
4. Cesar Bresgen (1913–1988), Komponist[112]
5. Hermann Diener (1897–1955), Leiter des Collegium Musicum in Berlin[113]
6. Heinz Drewes (1903–1980), Dirigent[114]
7. Hans Dünschede (1907–1999), Orchestermusiker (Violinist)[115]
8. Otto Ebel von Sosen (1899–1974), Dirigent und Komponist[116]
9. Hans Ebert (1889–1952), Komponist, Kapellmeister[117]
10. Ernst Fleischhauer (1897–1991), Konzert- und Oratoriensänger (Bariton), Musikpädagoge[118]
11. Barnabás von Géczy (1897–1971), Violinist, Kapellmeister[119]
12. Franz Grothe (1908–1982), Komponist, Dirigent[119]
13. Georg Haentzschel (1907–1992), Pianist, Komponist[120]
14. Georg Ludwig Jochum (1909–1970), Dirigent[121]
15. Hermann Killer (1902–1990), Musikologe, Musikschriftsteller
16. Franz Kinzl (1895–1978), Komponist[122]
17. Curt Kretzschmar (1894–1973), Dirigent[123]
18. Walter Lutze (1891–1980), Dirigent[124]
19. Erwin Mausz (1899–1969), Kapellmeister[125]
20. Will Meisel (1897–1967), Komponist und Musikverleger[126]
21. Ernst Meyerolbersleben (1898–1991), stv. Direktor der Musikhochschule Weimar[127]
22. Johannes Petschull (1901–2001), Musikverleger[128]
23. Leo Ritter (1887–nach 1945), Direktor der STAGMA[129]
24. Gilbert Schuchter (1919–1989), Pianist[130]
25. Heinrich Spitta (1902–1972), Musikpädagoge, Komponist[131]
26. Oskar Stalla (1879–1953), Filmmusikkomponist[132]
27. Hans Steinkopf (1901–1972), Kapellmeister, Arrangeur[133]
28. Heinrich Strobel (1898–1970), Musikkritiker und -schriftsteller („uk“ bis Sommer 1944)[134]
29. Helmuth Thierfelder (1897–1966), Kapellmeister[135]
30. Erwin Völsing (1909–1986), Musikreferent im Amt von Rosenberg[136]
31. Hermann Voß (1910–1980), Rechtsstellenleiter der RMK in Köln[137]

## Quelle
- Bundesarchiv (BArch), R 55/20252a, Bl. 1–39, Gottbegnadeten-Liste aus dem Reichsministerium für Volksaufklärung und Propaganda aus dem August 1944 (Link zur Gottbegnadeten-Liste beim Bundesarchiv) (auf „Digitalisat anzeigen“ klicken)
- Bundesarchiv (BArch), R 78/2381, Bl. 1–281, „Rundfunkliste“ für Chöre und Orchester (sogenannte Gottbegnadeten-Liste für den Rundfunk) der Reichs-Rundfunk-Gesellschaft vom 19. September 1944 (Link zur Rundfunk-Liste beim Bundesarchiv) (auf „Digitalisat anzeigen“ klicken)

## Edition
- Maximilian Haas: Die ,Gottbegnadeten-Liste' (BArch R 55/20252a). In: Juri Giannini, Maximilian Haas und Erwin Strouhal (Hrsg.): Eine Institution zwischen Repräsentation und Macht. Die Universität für Musik und darstellende Kunst Wien im Kulturleben des Nationalsozialismus. Mille Tre Verlag, Wien 2014, S. 239–276, ISBN 978-3-900198-36-7 (= Musikkontext 7). Namensregister der Gottbegnadeten-Liste auf S. 365–382.

## Ausstellungen
- Wolfgang Brauneis; Raphael Gross, Hrsg.: Die Liste der „Gottbegnadeten“. Künstler des Nationalsozialismus in der Bundesrepublik. Katalog der gleichnamigen Ausstellung des Deutschen Historischen Museums (DHM), Berlin, 27. August bis 5. Dezember 2021.[138] Verlag Prestel und DHM, München u. a. 2021, ISBN 978-3-7913-7922-7.